# Busverkehr in Chemnitz

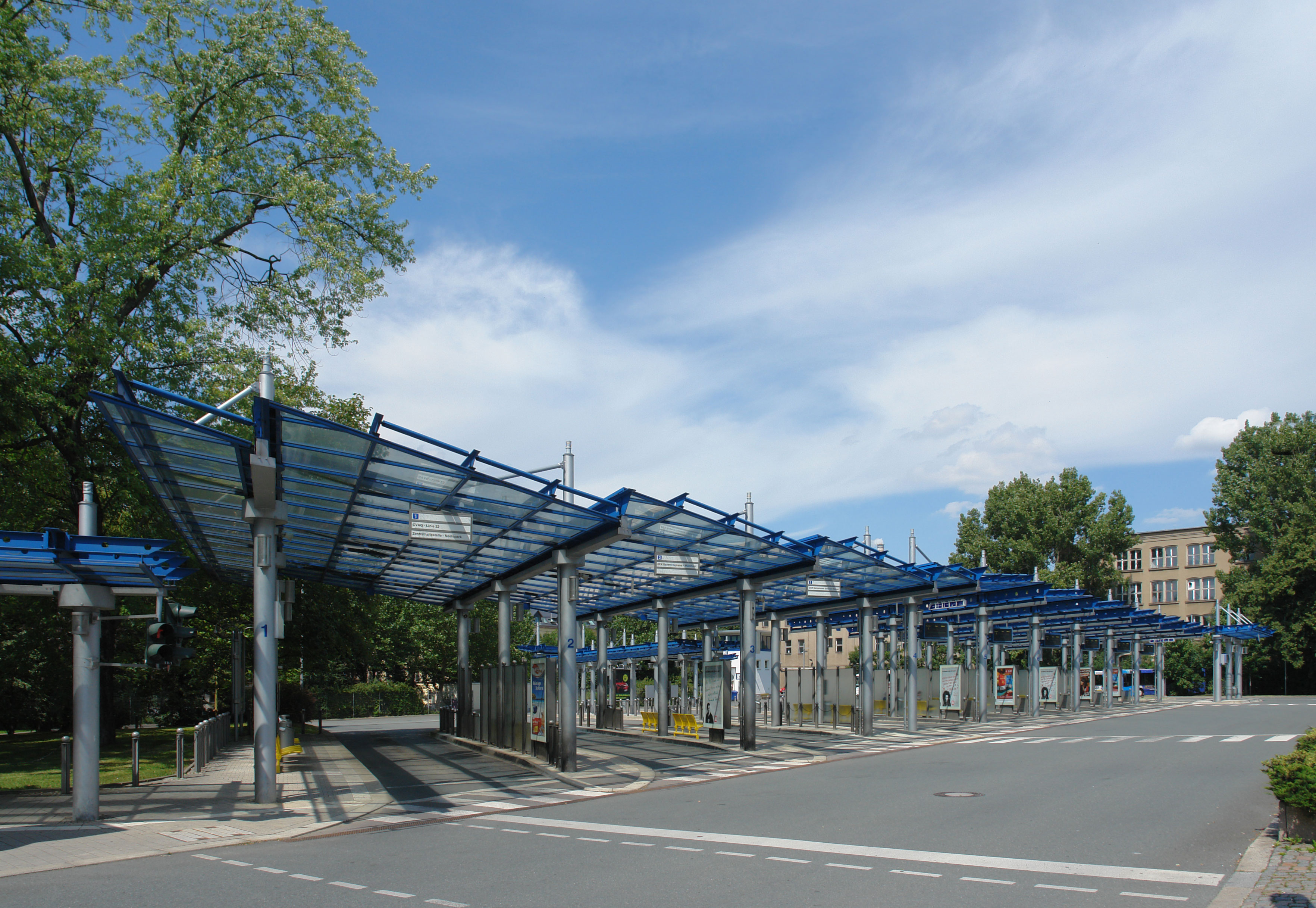
Busbahnhof Chemnitz nach dem 1999 abgeschlossenen Umbau.

Der Busverkehr in Chemnitz wird heute von mehreren Unternehmen durchgeführt. Städtische Linien betreibt die Chemnitzer Verkehrs-Aktiengesellschaft (CVAG), Regionallinien werden von Regionalverkehr Erzgebirge (RVE), von der City-Bahn Chemnitz (CB) sowie von REGIOBUS Mittelsachsen (RBM) betrieben. Alle Stadt- und Regionalbuslinien in Chemnitz gehören zum Tarifgebiet des Verkehrsverbunds Mittelsachsen (VMS). Zusätzlich betreiben weitere Unternehmen Fernbuslinien unter anderem nach Dresden, Nürnberg, Erfurt, Frankfurt/Main, München, Würzburg, Prag und an die Ostsee.

## Stadtverkehr
Zentraler Knotenpunkt des Stadtverkehrs Chemnitz ist die Zentralhaltestelle, wo sich alle Straßenbahnlinien sowie zahlreiche Buslinien treffen und wo montags bis samstags in Tagesrandlage sowie sonntags ganztägig Rendezvous-Treffen stattfinden. Nachts ist die Zentralhaltestelle der Nachtknoten der Stadt, von wo täglich im Stundentakt (Minute 45) die acht Nachtbuslinien abfahren.
Die Tageslinien der CVAG sind seit einer umfassenden Linienreform am 30. März 2008 so bezeichnet, dass aus der Liniennummer erkennbar ist, in welchem Takt die Linie wochentags betrieben wird. Die Linien mit der Endziffer 1 fahren im 10-Minuten-Takt, die Linien mit der Endziffer 2 im 20-Minuten-Takt, die mit der Endziffer 3 im 30-Minuten-Takt sowie die Linien mit der Endziffer 6 im 60-Minuten-Takt. Weitere Linien außerhalb dieses Schemas sind die nur an Schultagen im Berufsverkehr fahrenden Schülerlinien S91 und S92. Die Linienbezeichnungen mit Zahlen wurden zum 12. November 1978 eingeführt, vorher hatten die städtischen Buslinien Buchstabenbezeichnungen.
Mit dem „Netz 2017+“ führte die CVAG am 10. Dezember 2017 erneut eine Linienreform durch. Die Grundstruktur wurde beibehalten, nun werden jedoch auch einige Linien mit der Endziffer 9 betrieben, die im 60-Minuten-Takt mit Kleinbussen befahren werden. Die Linie 79 verkehrt aus fahrplantechnischen Gründen nur im 70-Minuten-Takt. Neu wurde zu diesem Zeitpunkt mit der Linie 82A/82B erstmals eine Ringlinie eingeführt, die um das Stadtzentrum herum durch die unmittelbaren Vorstädte Bernsdorf, Lutherviertel, Sonnenberg, Schloßchemnitz, Kaßberg und Altchemnitz führt. Bereits in den 1930er Jahren war eine solche Linie geplant.

### Linie 21 ((Limbach-O.–)Chemnitz-Center–Zentralhaltestelle–Ebersdorf)
Bereits von 1. Oktober 1926 bis Mitte 1931 verkehrte eine Buslinie vom Hauptbahnhof über die Emilienstraße und Zeißstraße nach Hilbersdorf, Huttenstraße. Sie fuhr jedoch nicht mit einem regulären ganztägigen Fahrplan, sondern die Ein- und Ausrückfahrten der Buslinien wurden als Linienfahrt zur Garage Huttenstraße betrieben. Ab 1. Juni 1927 wurde die Linie offiziell mit dem Buchstaben G bezeichnet und Mitte 1931 eingestellt, als der Busbetriebshof nach Kappel verlegt wurde. Von November 1962 bis zum Frühjahr 1963 und nochmals vom 20. April 1964 bis zum 18. Juni 1965 fuhr eine Eilbuslinie P im Berufsverkehr von der Poststraße nach Hilbersdorf, Zeißstraße, zur Verstärkung der Straßenbahn.
Die heutige Linie 21 wurde am 20. Dezember 1975 als Linie E von Borna über die Zentralhaltestelle nach Ebersdorf eröffnet und ersetzte die an diesem Tag stillgelegten Teile der Straßenbahnlinien 4 und 8. Sie verbindet die Stadtteile Borna, Schloßchemnitz, Sonnenberg, Hilbersdorf und Ebersdorf mit dem Stadtzentrum. Die Linie verkehrte in Hilbersdorf zunächst stadtwärts über die Zeißstraße, erst seit 2. April 1979 befährt sie in beide Richtungen die Frankenberger Straße.
Bis 4. Dezember 1981 wurde sie im Berufsverkehr durch die Linie F bzw. 22 zwischen Zentralhaltestelle und Bahnhof Hilbersdorf verstärkt. Diese Linie ersetzte ab dem 17. November 1975 die an diesem Tag stillgelegte Straßenbahnlinie 9 und fuhr zunächst als Eillinie über die Straße der Nationen. Sie hatte zwischen Zentralhaltestelle und Florastraße (bzw. stadtwärts Orthstraße) keine Zwischenhaltestellen. Ab dem 2. April 1979 fuhr sie wie die Linie 21 über den Sonnenberg und hielt nun an allen Haltestellen.
Eine Linie E21 ergänzte zwischen Zentralhaltestelle und dem neu eröffneten Chemnitz-Center in Röhrsdorf das Angebot in Richtung Borna ab dem 2. November 1992. Diese Linie wurde zum 1. Februar 1997 ebenfalls nach Ebersdorf verlängert und in den Takt der Linie 21 integriert. Gleichzeitig wurden einige Fahrten der Linie 21 zur Wildparkstraße in Röhrsdorf verlängert. Am 1. Juni 1997 wurde die Linie E21 in 22 umbenannt und ging schließlich am 30. Mai 1999 in der Linie 21 auf, die seitdem zum Chemnitz-Center fährt.
Die Wendeschleife Borna wurde vom 1. Dezember 1999 bis 30. März 2008 nicht durch Busse genutzt, in dieser Zeit gingen alle Fahrten der Linie 21 bis zum Chemnitz-Center. Ab 2004 verkehrte die Regionallinie 254 von Limbach-Oberfrohna über Röhrsdorf und Chemnitz-Center auf dem Linienweg der Linie 21 bis Ebersdorf und beiden Linien ergänzten sich zu einem gemeinsamen 10-Minuten-Takt. Mit der Netzreform 2008 wurden die Fahrten zur Wildparkstraße eingestellt, da die Linie 254 bereits stündlich dort hielt. Außerdem enden außerhalb der Ladenöffnungszeiten die Fahrten der Linie 21 nun wieder in Borna, an Sonn- und Feiertagen verkehren sie als E21. Seit dem 1. September 2014 verkehren einzelne Fahrten der Linie 21 in Röhrsdorf bis zum Siemens-Werk an der Röhrsdorfer Allee.

### Linie 22 (Glösa–Zentralhaltestelle)
Die Linie 22 gibt es in dieser Form erst seit der Netzumstellung am 30. März 2008. Sie verbindet Glösa, Furth und die Mühlenstraße mit dem Stadtzentrum. Der Abschnitt vom Zentrum nach Furth-Glösa (heute Haltestelle Rosental) war am 21. Februar 1972 als Teil der Linie R (später 23 und ab 31. Juli 1989 Linie 26) eröffnet worden und ersetzte die Straßenbahnlinie 7. Ab 15. Januar 1973 fuhren die Busse im Berufsverkehr bis zur neuen Buswendestelle am Bahnhof Glösa, wo die Linie 22 noch heute endet. Am 15. November 1973 wurde diese Linienführung ganztags eingeführt.
Von 2008 bis zum 10. Dezember 2017 fuhr die Linie 22 über die Zentralhaltestelle weiter bis zur Chemnitzer Straße. An dieser Linienführung hat sich samstags und in den Schulferien auch wochentags tagsüber 2017 nichts geändert, da die Wagen ab der Zentralhaltestelle als Linie 52 zur Chemnitzer Straße und weiter nach Hutholz fahren. Zu den übrigen Zeiten wechseln sie jedoch auf die Linien 51 bzw. E51. Die Linienführung im Stadtzentrum hat sich 2017 jedoch dahingehend geändert, dass die Linie 22 nun statt der Mühlenstraße den Hauptbahnhof bedient. Die Verbindung über die Mühlenstraße wurde von der Linie 51 übernommen.

### Linie 23 (Neefepark–Zentralhaltestelle–Heinersdorf)
Auch die Linie 23 befährt eine Relation, die es erst seit 2008 gibt. Sie verbindet den Neefepark über Neefestraße und Zwickauer Straße mit dem Zentrum und führt dann über Hauptbahnhof, Mühlenstraße und Nordstraße nach Heinersdorf. Außerhalb der Ladenöffnungszeiten verkehrt sie nur zwischen Zentralhaltestelle und Heinersdorf. Heinersdorf ist bereits seit 17. Januar 1937 durch eine Buslinie erschlossen. Die Linie Z (ab 1951 Linie E) fuhr jedoch von dort nach Borna und bis 1939 weiter zur Zschopauer Straße. Der Linienweg entlang der Nord- und Blankenburgstraße wurde erst am 15. Oktober 1973 mit der Linie S (später 44, ab 1991 Linie 41, von 2002 bis 2003 Linie 51) durch Busse bedient.
Der Westteil der Linie zum Neefepark ging letztlich aus der am 3. November 1994 eröffneten Linie 54 hervor, die zwischen Zentralhaltestelle und Neefepark, bzw. von 1997 bis 2004 von Sachsen-Allee (Thomas-Mann-Platz) bis Neefepark fuhr. Bei der Netzumstellung am 30. März 2008 war dieser Abschnitt ganz aus dem Netz genommen worden, sodass der Neefepark nicht mehr umsteigefrei mit dem Stadtzentrum verbunden war. Die Linie 23 verkehrte nur zwischen Annenstraße und Heinersdorf. Erst zum nächsten Fahrplanwechsel im Dezember 2008 wurde die Lücke wieder geschlossen und die 23 zum Neefepark verlängert. Seit dem 10. Dezember 2017 endet samstags jede zweite Fahrt vom Neefepark kommend an der Zentralhaltestelle, sodass nach Heinersdorf nur stündlich ein Bus fährt.

### Linie 26 (Schönau–Hutholz)
Die kurze Linie 26 verbindet die Straßenbahnendstellen in Schönau und Hutholz miteinander und verkehrt durch den dörflichen Stadtteil Stelzendorf. Sie ging am 30. März 2008 aus der Linie 39 hervor. Diese war am 3. November 1969 als Berufsverkehrslinie L eröffnet worden, die mit wenigen Fahrten von der Zentralhaltestelle über Neefestraße, Jagdschänkenstraße, Stelzendorf, Schönau und wieder über die Neefestraße zurück zur Zentralhaltestelle fuhr. Die Linie verkehrte ab 1975 auch außerhalb des Berufsverkehrs und ab 1976 fuhr sie am Wochenende über Zwickauer Straße, Stelzendorf und Stollberger Straße im tageszeitlichen Richtungswechsel, das heißt vormittags entgegen dem Uhrzeigersinn, nachmittags im Uhrzeigersinn. 1977 wurde diese Linienführung auch auf die Wochentage ausgedehnt.
Mit Eröffnung der Straßenbahn nach Schönau 1988 fuhr die Linie dann nur noch von Schönau über Stelzendorf, Stollberger Straße und Südring wieder nach Schönau. Der tageszeitliche Richtungswechsel wurde beibehalten. Von 1989 bis 1995 fuhren einzelne Fahrten vormittags wieder bis zur Zentralhaltestelle. Ab 2001 wurde der Ringverkehr aufgehoben und die Busse pendelten zwischen Schönau und Morgenleite über Stelzendorf. 2002 wurde sie über Markersdorf und Helbersdorf zur Wendeschleife Am Flughafen verlängert. 2004 änderte man die Fahrtroute erneut und die Linie fuhr über Hutholz, die Wolgograder Allee entlang und durch Markersdorf zur Morgenleite. Der Abschnitt von Hutholz bis Morgenleite wurde 2008 zur Linie 52, sodass die Busse heute als Linie 26 nur zwischen Schönau und Hutholz fahren.

### Linie 31 (Yorckgebiet–Zentralhaltestelle–Flemmingstraße)

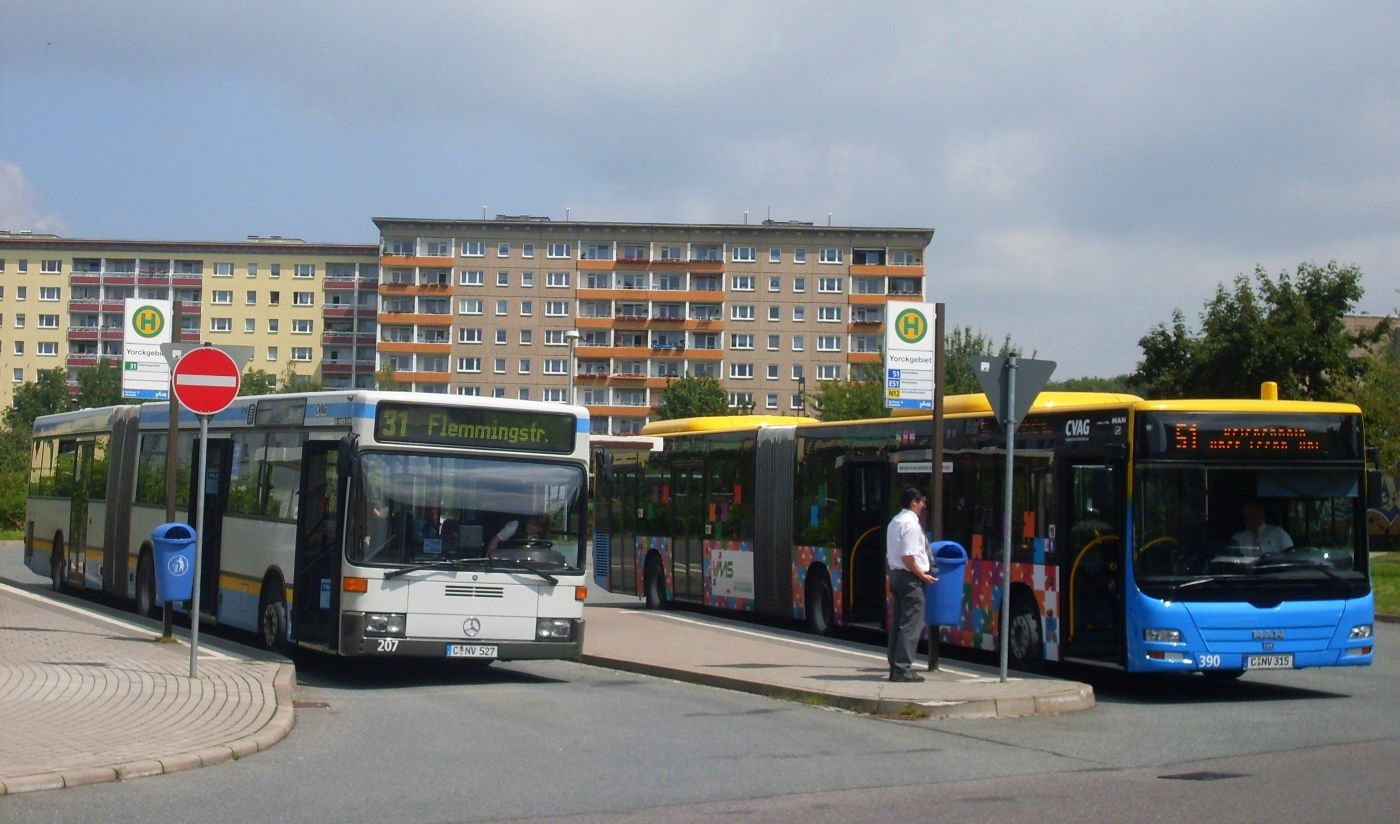
Wendeschleife Yorckgebiet mit Bussen der Linien 31 und 51, im Jahr 2009.

Die Linie 31 verbindet das Plattenbaugebiet östlich der Yorckstraße (Yorckgebiet) über Sonnenberg, Zentralhaltestelle, Kaßberg und durch Altendorf mit den Kliniken entlang der Flemmingstraße. Sie geht auf die am 1. Februar 1922 eröffnete Buslinie A zurück, die erste Buslinie des Stadtverkehrs in Chemnitz. Sie verkehrte anfangs von der Limbacher/Werderstraße (heute Erzbergerstraße) über die Erzbergerstraße und den Ammonberg zur Landesanstalt (heutige Endstelle Flemmingstraße). Sie wurde zwar bereits im Oktober 1922 wieder aufgegeben, jedoch am 15. März 1925 endgültig eingeführt. Die stadtseitige Endstelle wechselte in den folgenden 50 Jahren mehrfach. An der Erzbergerstraße endeten die Busse bis 1926 sowie von 1941 bis 1953 und von 1954 bis 1957. Von 1926 bis 1930 befand sie sich am Hauptbahnhof, von 1930 bis 1941 sowie erneut 1953 bis 1954 und 1957 bis 1961 an der West-/Franz-Mehring-Straße, von 1961 bis 1968 an der Zwickauer Straße und von 1968 bis 1975 an der Zentralhaltestelle. Erst am 1. Februar 1975 wurde die noch heute gültige Linienführung zur Endstelle Friedrich-Engels-Straße (heute Yorckgebiet) eingeführt. Von 1968 bis 1969 fanden auf der Linie A im Berufsverkehr Eilfahrten in Stoßrichtung statt. Ab dem 14. Dezember 2003 fuhr jede zweite Fahrt der Linie 31 über die neu gebaute Wendeschleife Klinikum Flemmingstraße. Sie behielt als eine von fünf Linien bei der Netzumstellung 2008 ihre Liniennummer. Seit der Netzumstellung 2017 verkehren alle Fahrten über Klinikum Flemmingstraße.

### Linie 32 (Dresdner Str.-Zentralhaltestelle-Georgenkirchweg-Reichenbrand)
Wie viele Linien wurde auch die Linie 32 erst zur Netzumstellung 2008 in dieser Form geschaffen. Sie verbindet die Dresdner Straße mit dem dortigen Krankenhaus, über den Südteil von Hilbersdorf, die Straße der Nationen, die Zentralhaltestelle und die Limbacher Straße mit Rottluff und Rabenstein. In Rabenstein führt sie am DRK-Krankenhaus vorbei und endete bis 2017 am Tierpark Chemnitz, seither an der Wendeschleife Reichenbrand. In Tagesrandlage enden einige Fahrten bereits in Rottluff.
Vor 2008 fuhren auf diesen Strecken drei verschiedene Linien. Der nördliche Abschnitt von der Zentralhaltestelle zur Dresdner Straße ging am 17. November 1975 als Verlängerung der Linie B in Betrieb, die ab 1978 bereits die Liniennummer 32 trug. Sie ersetzte zwar die an diesem Tag stillgelegte Straßenbahnlinie 9, fuhr jedoch nördlich des Wilhelm-Külz-Platzes nicht wie diese zur Schule Hilbersdorf, sondern auf einer anderen Route zur Dresdner Straße. 1996 wurde die Linie 32 zum Busbahnhof zurückgenommen und zur Dresdner Straße fuhr nun bis 2008 die Linie 33.
Der mittlere Abschnitt der Linie von der Zentralhaltestelle bis Rottluff war bis 1988 die Straßenbahnlinie 3. Als diese am 6. November 1988 stillgelegt wurde, fuhr zunächst ein Schienenersatzverkehr und ab 1989 bis 2008 die Buslinie 23. Der westliche Teil von Rottluff nach Rabenstein war am 15. Juli 1929 als staatliche Regionalbuslinie 215 (ab 1943 Linie 197) eröffnet worden. 1945 kriegsbedingt eingestellt wurde sie als städtische Linie L am 24. Mai 1953 wiedereröffnet. Diese Linie hatte in Rabenstein Wagendurchlauf auf die Linie K (später 38) zum Bahnhof Siegmar, in der sie 1958 aufging. Ab 1993 band die Linie 38 das DRK-Krankenhaus an der Unritzstraße an.

### Linie 33 (Bernsdorf–Adelsberg)
Die Linie 33 hat eine Zubringerfunktion zur Straßenbahnlinie 2 und bindet den Stadtteil Adelsberg an die Straßenbahnendstelle in Bernsdorf an. Sie war am 10. Juli 1950 als Linie C von der Bernsdorfer/Wartburgstraße zum Kleinen Weg in Adelsberg eröffnet worden. Von 1956 bis 1966 gab es einzelne Fahrten zur Siedlung Erholung (Zschopauer/Hermersdorfer Straße). Ende 1967 wurde die Linie zur Poliklinik Adelsberg (heute Kirche Adelsberg) verlängert und ab 1971 fuhr sie entlang der Zschopauer Straße bis zur Zentralhaltestelle. Auf der Strecke vom Zentrum über die Zschopauer Straße bis zum Breitenlehnweg (heute Liselotte-Hermann-Straße) fuhr bereits vom 12. Februar 1935 bis zum 30. August 1939 die Buslinie Z. Diese sollte in den 1940er Jahren durch eine Oberleitungsbuslinie ersetzt werden, was aufgrund des Zweiten Weltkrieges jedoch nicht erfolgte, obwohl 1942 die Fahrleitungsmasten teilweise bereits aufgestellt waren. Ab 1992 verkehrte die Linie zeitweise bis zur Endstelle Am Schösserholz. Mit der Netzumstellung 2008 wurde sie wieder zur Zubringerlinie und beginnt seitdem in Bernsdorf. Die Endstelle Schösserholz wurde nun nur am Wochenende von jeder zweiten Fahrt bedient. Seit 2017 führen am Wochenende alle Fahrten bis Schösserholz.

### Linie 39 (Hutholz–Klaffenbach)
Die Linie 39 verkehrt mit Kleinbussen und verbindet die Straßenbahnendstelle Hutholz über die Chemnitzer Straße und die Station Neukirchen-Klaffenbach der City-Bahn Chemnitz mit der Ortschaft Klaffenbach. Im Schülerverkehr fahren einzelne Fahrten vom Zentrum Neukirchens nach Klaffenbach und zurück. Diese werden mit regulären Omnibussen betrieben. Die Linie 39 ging aus der am 1. September 1952 eröffneten Linie H hervor. Diese verkehrte von der Straßenbahnendstelle Altchemnitz nach Harthau, wo sie an der Albert-Schenk-Straße endete. Sie wurde schrittweise verlängert, und zwar Ende 1952 zur Klaffenbacher Mühle, 1954 zum Klaffenbacher Rathaus und 1966 schließlich ins Oberdorf, wo sich noch heute die Endstelle befindet. Sie erhielt 1978 die Nummer 36, die sie bis zur Netzumstellung 2017 trug.
Ab 1991 verkehrte die Straßenbahn nach Altchemnitz nur noch montags bis samstags im Tagesverkehr, sodass die Buslinie 36 in den übrigen Zeiten bis zur Annaberger/Scheffelstraße verlängert wurde, wo Anschluss an die Straßenbahnlinie 5 bestand. Nachdem sie bereits seit ihrer Eröffnung 1952 umlauftechnisch mit der Einsiedeler Linie J bzw. 37 verknüpft war, ging die Linie 36 im Jahr 2000 in dieser Linie auf, die nun von Einsiedel über Altchemnitz nach Klaffenbach fuhr. Mit Eröffnung der City-Bahn nach Stollberg am 15. Dezember 2002 wurde diese Verknüpfung aufgegeben und die Linie 36 wieder eingeführt. Sie fuhr nun vom Bahnhof Neukirchen-Klaffenbach, bzw. im Schülerverkehr von Neukirchen, nach Klaffenbach. Lediglich eine Fahrt im Schülerverkehr fuhr, als Linie S36, noch bis 2008 weiterhin von Klaffenbach über Altchemnitz nach Einsiedel. Mit der Netzumstellung am 30. März 2008 wurde die Linie 36 nach Hutholz verlängert. 2017 wurde sie aufgrund der Bedienung mit Kleinbussen in 39 umbenannt.

### Linie 41 (Schönau–Grüna-Hohenstein-Ernstthal,Bf)
Die Linie 41 stellt die westliche Verlängerung der Straßenbahnlinie 1 dar. Sie verkehrt im Straßenbahntakt von deren Endstelle Schönau über Neustadt und Siegmar bis Reichenbrand und mit einigen Fahrten weiter nach Grüna. Einige Fahrten der Linie 41 sind gleichzeitig Fahrten der Regionalbuslinien 126 über Grüna nach Hohenstein-Ernstthal, 152 und 251 über Mittelbach nach Zwickau bzw. Lichtenstein sowie 253 nach Limbach-Oberfrohna (Stadtteil Rußdorf). Die Linie ging 2008 aus der Buslinie 24 hervor, die ihrerseits 1981 die stillgelegte Straßenbahnlinie nach Siegmar ersetzte. Ein früherer Vorläufer war die Linie F, die nur von 1. Juni 1951 bis Januar 1952 vom Hauptbahnhof zum Bahnhof Siegmar im Berufsverkehr zur Verstärkung der Straßenbahn betrieben wurde.
Ab dem 9. Mai 1981 fuhr die Linie 24 von der Zentralhaltestelle nach Siegmar (heutige Endstelle Reichenbrand). Bereits ab 1980 war zwischen Industriewerk (Guerickestraße) und Siegmar Schienenersatzverkehr gefahren worden. Ergänzt wurde sie durch die Linie 25, die im Berufsverkehr und nur bis Industriewerk verkehrte. Mit Eröffnung der neuen Straßenbahn nach Schönau am 1. August 1988 wurde die Linie 25 eingestellt und die 24 verkehrte nur noch ab der Straßenbahnendstelle in Schönau. Nachdem die Straßenbahn ab 1. November 1993 nur noch im Tagesverkehr fuhr, wurde die 24 zu den übrigen Zeiten wieder zur Zentralhaltestelle verlängert.
Die Eingemeindung von Grüna und Mittelbach erforderte eine Anbindung dieser Orte an das Nahverkehrsnetz. Sie waren bis dahin nur durch Regionalbuslinien erschlossen. 2000 wurde die Linie 24 daher über Reichenbrand hinaus mit einigen Fahrten nach Grüna bzw. Mittelbach verlängert. In Mittelbach wendeten die Busse am Landgraben über das Gewerbegebiet. In Grüna wurde am 21. Dezember 2000 die Buswendeschleife am westlichen Ortsrand eröffnet. Mit der Umstellung des Liniennetzes 2008 wurde aus der Linie 24 die Linie 41 und die Fahrten nach Mittelbach entfielen. Mittelbach war nun wiederum nur noch mit Regionalbussen der Linien 152 und 251 erreichbar, jedoch halten diese jetzt auch an den für den Stadtverkehr zusätzlich geschaffenen Haltestellen in der Ortschaft. Seit Ende 2019 verkehrt die neu geschaffene Linie 49 zwischen Mittelbach und Grüna.

### Linie 42 (Schönau–Rabenstein)
Zum 30. März 2008 wurde die Verbindung von Schönau über die Siedlung an der Kopernikusstraße nach Oberrabenstein mit der Linie 73 neu geschaffen. Sie wird mit Kleinbussen betrieben und verkehrte zunächst nur im Tagesverkehr, abends wurden zusätzliche Fahrten mittels Anruf-Linientaxi angeboten. Die Linie wurde ab dem Fahrplanwechsel 2017 auf einen 20-Minuten-Takt verdichtet und entsprechend in Linie 42 umbenannt.

### Linie 43 (Rabenstein–Am Flughafen–Gablenz–Adelsberg)
Die Linie 43 ist mit einer Fahrzeit von bis zu 77 Minuten die längste Buslinie im Stadtnetz. Sie beginnt in Rabenstein am Tierpark. Von dort führt der Linienweg durch Siegmar und durch die Gewerbegebiete um die Neefestraße, über die Lützowstraße zur Stollberger Straße, wo sich die Wendeschleife Am Flughafen befindet, die samstags für jede zweite Fahrt Endstelle der Linie ist. Wochentags und sonntags tagsüber generell sowie samstags jede zweite Fahrt fahren darüber hinaus weiter über die Scheffel- und Werner-Seelenbinder-Straße durch Reichenhain, Bernsdorf, über den Sachsenring und die Ossietzkystraße zur Endstelle am Betriebshof Adelsberg bzw. wochentags jede zweite Fahrt darüber hinaus bis Adelsberg, wo sich die Endstelle in der Straße Am Schösserholz befindet. Die Gewerbegebiete um die Neefestraße werden teilweise nur im Berufsverkehr oder nur werktags bedient, der Neefepark nur montags bis samstags, sodass sich die Fahrzeit zu den Schwachlastzeiten deutlich verringert. Sonntags benötigen die Busse für die Fahrt von der Haltestelle Neefe-/Pasteurstraße bis zur Wismut GmbH lediglich vier Minuten, während sie im Berufsverkehr 15 Minuten für diese Strecke brauchen.
Der erste Vorläufer der heutigen Linie 43 entstand schon früh. In den 1930er Jahren plante der Verkehrsbetrieb, eine Ringbuslinie um das Stadtzentrum einzurichten. Der erste Abschnitt der Linie R wurde am 24. Oktober 1934 eröffnet und verlief vom Betriebshof Planitzstraße (heute Heinrich-Schütz-/Zietenstraße) über die Dietzelstraße (heute Hofer Straße), Fürstenstraße, Yorckstraße, Oststraße (Augustusburger Straße), Geibelstraße, Sachsenring, Kreherstraße, Breitenlehnweg (Liselotte-Hermann-Straße), Zschopauer Straße, Grenadierstraße (Rosa-Luxemburg-Straße), Bernsdorfer Straße und Wartburgstraße bis zum Friedhof. Die Linienführung der geplanten Ringlinie sollte eigentlich über Scheffelstraße, Helbersdorfer Straße, Lützowstraße, Zwickauer Straße, Ulmenstraße, Salzstraße, Müllerstraße wieder zum Betriebshof Planitzstraße weitergehen. Die Linie rentierte sich jedoch nicht und wurde bereits nach wenigen Wochen am 16. November des Jahres wieder eingestellt.
Die spätere Linie 43 entstand am 2. November 1970 als Linie P, die im Berufsverkehr von der Paul-Gruner-Straße (Nähe Annaberger/Scheffelstraße) über Werner-Seelenbinder-Straße, Augsburger Straße, Bernsdorf und Sachsenring zur Hans-Beimler-Straße (heute wieder Geibelstraße) und zurück über Ossietzky- und Wartburgstraße wieder zur Paul-Gruner-Straße fuhr. Sie wurde 1972 zum Gablenzplatz verlängert und fuhr ab 1973 über die Jägerschlößchenstraße statt über die Augsburger Straße. Ab 1975 fuhr sie über den Gablenzplatz hinaus bis zur Friedrich-Engels-Straße (heute Yorckgebiet) und auf der anderen Seite ab 1978 bis zur Stollberger Straße/Südring. 1984 wurde sie schließlich mit der Linie 50 verknüpft und über die Friedrich-Engels-Straße hinaus über Palmstraße, Straße der Nationen, Blankenauer Straße und Bahnhof Glösa bis nach Draisdorf verlängert. Schon zu diesem Zeitpunkt war sie die längste Linie im Netz. Die südliche Endstelle wurde 1992 zur Friedrich-Hähnel-Straße (heute Ikarus) verlegt, 1993 schließlich zur Südrandsiedlung an der Stollberger/Markersdorfer Straße. Bis dahin war die Linie 43 noch eine reine Berufsverkehrslinie, erst 1993 wurde sie auch wochentags vormittags betrieben.
1997 wurde der Abschnitt Yorckgebiet–Draisdorf wieder in Linie 50 umbenannt und die 43 endete nun wieder wie bis 1984 im Yorckgebiet. Ab 1999 befand sich der südliche Endpunkt an der Wendeschleife Am Flughafen. 2001 wurde zwischen Bernsdorf und Yorckgebiet nur noch im Berufsverkehr gefahren, was ab 2002 für die ganze Linie galt, die gleichzeitig wieder wie in den 1970er Jahren an der Annaberger/Scheffelstraße endete. Ab 2004 fuhr die 43 über die Gornauer Straße und Am Stollen statt direkt durch die Jägerschlößchenstraße, um das Wohngebiet am Reichenhainer Mühlberg anzubinden. Mit der Liniennetzumstellung 2008 ging diese Linie in der neuen Linie 43 auf, die nun jedoch über die Augsburger Straße statt über den Mühlberg verkehrt.
Der östliche Teil der heutigen Linie 43 nahm seinen Anfang als private Regionallinie von Oberhermersdorf (heute Adelsberg) nach Chemnitz, die im Winter 1926/27 kurzzeitig verkehrte. Regulär gab es diese Verbindung erst ab 1929 als Linie 198. Die stadtseitige Endstelle war zunächst an der Straßenbahnendstelle Gablenz (Augustusburger/Eubaer Straße). Diese Linie wurde ab 1951 als städtische Linie G (später 35) betrieben. Die Endstelle in Adelsberg befand sich am Gasthaus Stopp (heute Haltestelle Kleinolbersdorfer Straße). 1967 wurde sie zur Siedlung Am Schösserholz und stadtseitig gleichzeitig zum Gablenzplatz verlängert. 1978 fuhren die Busse zur neuen Straßenbahnendstelle an der Carl-von-Ossietzky-Straße, lediglich im Berufsverkehr fuhren einige Busse noch bis 1983 zum Gablenzplatz. Bei der Netzumstellung 2008 ging die Linie 35 in der neuen Linie 43 auf.
Schließlich geht der westliche Teil der heutigen Linie 43 auf die frühere Linie K (bzw. 38) zurück, die zwischen Bahnhof Siegmar und Rabenstein 1952 eröffnet wurde. Ab 1958 fuhr sie bis Rottluff und ab 1976 über die Neefestraße und den Südring bis zur Stollberger Straße, zunächst zur Endstelle Friedrich-Hähnel-Straße, ab 1980 dann bis Helbersdorf. Im Berufsverkehr wurde sie ab 1976 durch Einsatzwagen zwischen Bahnhof Siegmar und Stollberger Straße ergänzt, die ab 1978 als Linie 51 fuhren. Zusätzlich fuhr ab 1978 die Linie 53 zwischen Bahnhof Siegmar und Helbersdorf, die jedoch 1983 wieder entfiel. Der Linienweg der Linie 51 wurde mehrfach geändert und zuletzt verkehrte sie bis 2000 zwischen Chemnitzer Straße und Mauersbergerstraße. Die Linie 38 verkehrte bis 1999 zwischen Helbersdorf und Rottluff. Von 1994 bis 1999 verkehrte sie über die Zwickauer Straße statt über die Neefestraße. 1999 wurde die Linienführung geändert und die 38 verkehrte nun wieder über die Neefestraße und band die dort entstandenen Gewerbegebiete an. Gleichzeitig wurde sie über Helbersdorf hinaus durch Markersdorf bis zur Südrandsiedlung verlängert. 2002 änderte man die Linienführung erneut und die Busse fuhren nun von Rottluff über Scheffel-, Werner-Seelenbinder- und Augsburger Straße nach Bernsdorf. Der Abschnitt von Rottluff nach Rabenstein ging 2008 auf die Linie 32 über, der übrige Teil der Linie ging in der neuen Linie 43 auf.
Mit der Netzumstellung 2008 fuhren die Wagen in Rabenstein abwechselnd zum Rabenstein-Center und zum Tierpark. Erst seit 2017 fahren alle Wagen zum Tierpark. Ebenfalls 2017 wurde der Sonntagsverkehr auf dem Abschnitt von Am Flughafen bis Adelsberg eingeführt.

### Linie 46 (Borna–Wittgensdorf)
Die Linie 46 verbindet die Stadtteile Borna und Wittgensdorf. Sie fährt dabei in einer Schlaufenfahrt über Wittgensdorfer Straße, Leipziger Straße und Bornaer Straße durch Borna. Sie entstand 2008 als Vereinigung der bisherigen Linien 45 und 28 und fuhr zu diesem Zeitpunkt zunächst von Glösa über Borna und Wittgensdorf, Chemnitztal nach Wittgensdorf-West. Die Verbindung von Borna nach Wittgensdorf existiert seit 1991, als die Linie 45 erstmals Stichfahrten zur Lungenheilstätte (heute Haltestelle Kornweg) ausführte, die 1994 nach Wittgensdorf, Freibad verlängert worden waren. Die Fahrten über Wittgensdorf führten ab 2005 nicht mehr zum Freibad, sondern zur Schule Wittgensdorf.
Die Ortslage Wittgensdorf, die bis dahin nur im Regionalverkehr bedient wurde, wurde erst am 1. März 2000 durch die Linie 27 erschlossen, die von Glösa über Draisdorf bis zum Gewerbegebiet Wittgensdorf am westlichen Ortsrand fuhr, teilweise mit Wagendurchlauf auf die Linie 25, die von dort über Röhrsdorf zum Chemnitz-Center verkehrte. Ab 24. August 2000 wurden die durchlaufenden Fahrten zum Chemnitz-Center als Linie 28 bezeichnet und die Linie 27 schließlich 2002 wieder eingestellt. Mit der Netzumstellung 2008 wurden die Direktverbindungen von Wittgensdorf nach Draisdorf, Röhrsdorf und zum Chemnitz-Center aufgegeben und die Linie 28 ging in der neu geschaffenen Linie 46 auf.
2017 wurde die Linie 46 jedoch geteilt. Der Abschnitt von Glösa bis Borna wird nun von der verlängerten Linie 63 befahren, der Abschnitt nach Wittgensdorf-West von der neu geschaffenen Linie 96. Beide Wittgensdorfer Linien haben am Haltepunkt Wittgensdorf Mitte Anschluss zur Chemnitz-Bahn-Linie C13.

### Linie 49 (Grüna–Mittelbach)

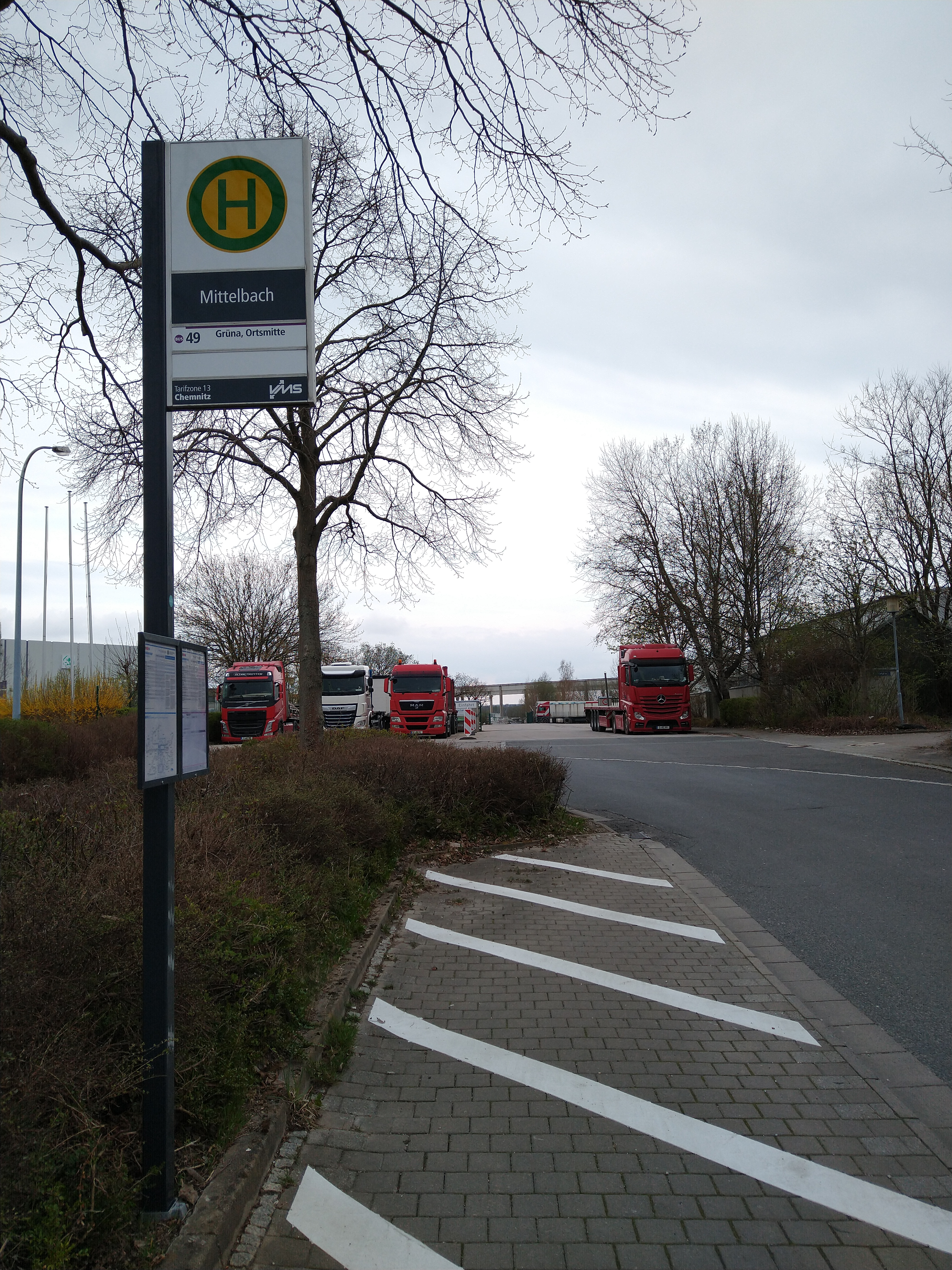
Endhaltestelle Mittelbach der Linie 49 im Gewerbegebiet

Nach der Umstellung des Liniennetzes 2008 und dem Wegfall der Fahrten der Linie 24 war Mittelbach nicht mehr über städtische Linien anfahrbar. Wenngleich die Regionalbuslinien 152 und 251 Fahrten zwischen Endstelle Schönau und Mittelbach durch die Bedienung der ursprünglich für die Linie 24 geschaffenen Haltepunkte ermöglichte, war seit Jahren der Druck vor allem aus dem Ortschaftsrat in Mittelbach groß, wieder eine Eingliederung in den Chemnitzer Stadtverkehr zu realisieren. Im Sommer 2019 wurde verkündet, dass eine neue Linie 49 zwischen Mittelbach und Grüna ab Dezember 2019 einen für drei Jahre befristeten Probebetrieb aufnehmen wird. Geplant waren zwölf Haltestellen, wovon fünf bereits im Bestand vorhanden waren. Die neue Linie nahm am 16. Dezember 2019 den Betrieb auf. Die Linie 49 verkehrte seitdem stündlich mit einem Kleinbus zwischen Grüna, Ortsmitte am Simmel-Markt bis Mittelbach, Landgraben zwischen 5:30 Uhr und 22 Uhr.
Obwohl wenige Wochen nach Aufnahme des Betriebs bereits Kritik geäußert wurde, es würden sowohl in Grüna, als auch in Mittelbach zu wenig Haltestellen angefahren werden, verbesserte die Einrichtung der Linie 49 vor allem die Anbindung der Ortschaft Mittelbach deutlich. So kann nun von dort mit dem Kleinbus auch der Haltepunkt Grüna an der Bahnstrecke Dresden–Werdau erreicht werden.
Zum Fahrplanwechsel am 12. Dezember 2021 wurde die Linie um eine Haltestelle im Bereich Grünaer Str./Mittelbacher Str. ergänzt. Im Gewerbegebiet in Mittelbach, wo die Kleinbusse bereits wie bisher nach Bedienung der Haltestelle Landgraben wendeten, entstand eine neue Haltestelle mit dem Namen „Mittelbach“. Diese stellt neben Grüna Ortsmitte die neue Endhaltestelle der Linie dar. Der Probebetrieb der Linie 49 wurde zwischenzeitlich bis 2025 verlängert.

### Linie 51 (Zeisigwald/Yorckgebiet–Zentralhaltestelle)

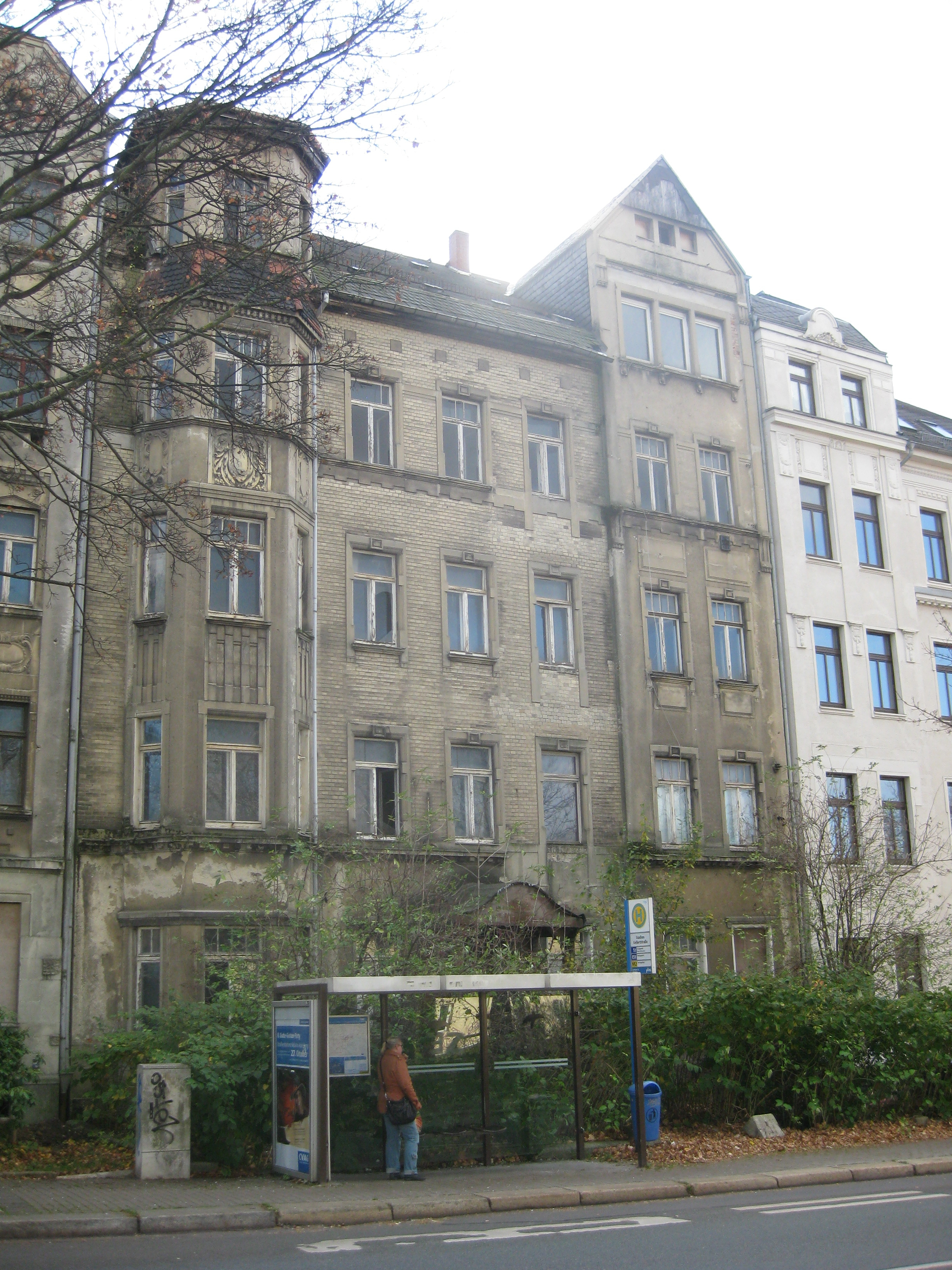
Für den Stadtverkehr Chemnitz typische Haltestellenanlage an der Heinrich-Schütz-Straße.

Die Linie 51 verbindet das Stadtzentrum mit der Mühlenstraße, dem Einkaufszentrum Sachsen-Allee, der Heinrich-Schütz-Straße und dem Yorckgebiet sowie dem Krankenhaus Zeisigwaldstraße. Die Linie geht auf die Linie R (später 23) zurück, die 1972 die Straßenbahnlinie 7 ersetzte und von Furth-Glösa kommend über die Zentralhaltestelle bis zur Lenin-/Zeisigwaldstraße verkehrte. Noch im gleichen Jahr wurde sie zum Krankenhaus Zeisigwaldstraße verlängert. Zwischen Yorckgebiet und Thomas-Mann-Platz (und weiter nach Glösa bzw. Draisdorf) fuhr ab 1977 die Linie Z (später 50), die von 1984 bis 1997 Teil der Linie 43 war. Die Linie 50 fuhr ab 2001 nur noch als Anruf-Linientaxi und wurde Ende 2005 ersatzlos eingestellt. Erst mit der Linienumstellung 2008 wurde die Verbindung vom Yorckgebiet zum Thomas-Mann-Platz als Flügel der Linie 51 wieder angeboten. Die Fahrten zum Yorckgebiet fahren als Linie E51.
Ab 2008 fuhr die Linie 51 im Süden weiter entlang der Reichenhainer Straße bis Altchemnitz bzw. Reichenhain. Mit der Eröffnung der Straßenbahn zum Technopark am 10. Dezember 2017 wurde sie jedoch auf den nördlichen Abschnitt beschränkt. An die Straßenbahn anschließend verkehrt nach Altchemnitz nun die Linie 73, nach Reichenhain die Linie 53. Seit 2017 fahren die Wagen der Linie 51 ab der Zentralhaltestelle weiter auf die Linien 22 bzw. 52. Dadurch gibt es nun zu bestimmten Tageszeiten wieder Fahrten, die von der Zeisigwaldstraße über das Stadtzentrum nach Glösa führen.

### Linie 52 (Zentralhaltestelle–Hutholz)
Die derzeitige Linie 52 existiert seit dem Fahrplanwechsel am 10. Dezember 2017. Sie verbindet das Stadtzentrum mit dem nördlichen Altchemnitz, Helbersdorf und der Wolgograder Allee. An der Zentralhaltestelle wechseln die Wagen samstags und in den Schulferien auch wochentags tagsüber auf die Linie 22, an Schultagen tagsüber auf die Linien 51 bzw. E51. Zu den übrigen Zeiten wenden die Wagen an der Zentralhaltestelle und verbleiben auf der Linie 52. Die Wagen führen von der Wolgograder Allee in beide Richtungen eine Stichfahrt zur Wendeschleife Chemnitzer Straße am dortigen Einkaufszentrum aus.
Der nördliche Linienabschnitt ging am 5. Januar 1977 bis Helbersdorf als Linie W in Betrieb, die zunächst nur im Berufsverkehr fuhr. Sie verkehrte ab 21. November 1977 ganztags und wurde im Berufsverkehr zur Markersdorfer Straße 79 verlängert. Ab dem 3. April 1978 verkehrte sie ganztags zur Markersdorfer Straße 79 und Einsatzwagen verstärkten sie im Berufsverkehr bis Helbersdorf. Die Linie trug ab 1978 die Liniennummer 49, die Einsatzwagen erhielten die Nummer 48. Am 3. Juni 1979 wurde die Linie 48 eingestellt und der Takt der Linie 49 im Berufsverkehr verdichtet.
Die Führung zur ursprünglichen Endstelle Zum Hutholz (ehemalige Schleife Wolgograder Allee) erfolgte am 27. September 1981, die Burkhardtsdorfer Straße (heute Haltestelle Alfred-Neubert-Straße) wurde am 23. April 1984 erreicht und am 25. Februar 2001 erfolgte schließlich die Verlängerung bis zum Kaufland an der Chemnitzer Straße. Bereits vom 7. Februar 1983 bis zum 23. April 1984 verkehrte eine Linie 57 als Vorläuferbetrieb von Helbersdorf zur Max-Müller-Straße.
Mit der Umstellung des Liniennetzes 2008 war eine Linie 22 von Glösa über Zentralhaltestelle zur Chemnitzer Straße eingeführt worden, die die Linie 49 ersetzt hatte. Sie wurde zum Fahrplanwechsel 2017 in die Linien 22 und 52 geteilt und der Südteil zur Endstelle Hutholz verlängert.

### Linie 53 (Chemnitzer Straße–Technopark)
Die Linie 53 verbindet die Großwohnsiedlungen Hutholz, Stollberger Straße und Helbersdorf und den dörflichen Stadtteil Markersdorf mit Altchemnitz, Reichenhain, Bernsdorf und dem Campus Reichenhainer Straße der TU Chemnitz.
Der Westteil der Linie ging als Linie 52 bei der Netzumstellung 2008 aus einem Teil der Linie 39 hervor, hat seinen Ursprung jedoch in der am 28. April 1926 eröffneten Linie C. Diese verkehrte vom Hauptbahnhof über Stollberger Straße und Helbersdorf nach Markersdorf, Gasthof. Ab 1932 wurde sie zur Zubringerlinie und fuhr von der Kirche Altchemnitz nach Markersdorf. Helbersdorf wurde nun nur noch durch wenige Fahrten angebunden. Nach Ende des Zweiten Weltkrieges war es die Linie D (später 34), die diese Relation übernahm. Sie fuhr ab 1951 wieder zwischen Altchemnitz und Markersdorf und endete an der Südrandsiedlung an der Stollberger Straße/Ellenbogen. Ab 1959 fuhr sie mit allen Fahrten ab Fritz-Heckert-Platz (heute Falkeplatz) über Helbersdorf und Kauffahrtei nach Markersdorf. Die stadtseitige Endstelle war ab 1968 die Zentralhaltestelle. Die Linienführung über Kauffahrtei und Tennisplatz wurde 1976 aufgegeben und die Busse fuhren direkt durch die Helbersdorfer Straße und über den neuen Südring. Ab 1978 verkehrte die Linie nicht mehr über die Helbersdorfer, sondern über die Stollberger Straße. Die Endstelle Markersdorf wurde 1981 zur Stollberger/Markersdorfer Straße verlegt, die stadtseitige Endstelle 1982 zur Friedrich-Hähnel-Straße, wo in andere Busse umgestiegen werden musste.
1991 erfolgte die Verlängerung über Markersdorf hinaus entlang der Wolgograder Allee bis zur Burkhardtsdorfer Straße und ab 1993 bis zur Schleife Wolgograder Allee. Ab 1998 fuhren die Busse ab Helbersdorf, jedoch mit Wagendurchlauf auf Linie 51, die zur Stollberger Straße und weiter nach Siegmar verkehrte. 1999 ging die Linie 34 in anderen Linien auf. Der Abschnitt von Helbersdorf nach Markersdorf wurde von der Linie 38 übernommen, die Strecke entlang der Wolgograder Allee wurde nun nur noch von der Linie 48 bedient. 2002 wurde die Linienführung im Bereich Markersdorf erneut verändert. Nun verkehrte die Linie 39 von Schönau kommend über Markersdorf und Helbersdorf zur Stollberger Straße. 2004 wurde die Linienführung nochmals geändert und die Linie 39 fuhr nun von Schönau über Hutholz und die Wolgograder Allee nach Markersdorf und zur Endstelle Morgenleite.
Mit der Netzumstellung 2008 wurde die Linie 52 eingeführt, die den Abschnitt der Linie 39 von Hutholz zur Morgenleite übernahm, jedoch statt über die östliche Markersdorfer Straße über Südring und Robert-Siewert-Straße nach Markersdorf verkehrte. Sie wurde zum 7. Juli 2008 über die Dittersdorfer Straße geführt und schon am 14. Dezember 2008 eingestellt. Die Aufgaben übernahm die Linie 93, die nun vom Neefepark über Stelzendorf, Hutholz und Markersdorf zur Morgenleite verkehrte. Am 5. Mai 2009 änderte man die Linienführung wieder und die 93 verkehrte über Südring und Robert-Siewert-Straße. Zum 9. August 2010 wurde die Linie 52 wieder eingeführt und die 93 auf den Abschnitt Neefepark–Hutholz verkürzt. Die 52 verkehrt seither wie schon 2008 vom Hutholz zur Morgenleite.
Eine Verbindung von den Wohnsiedlungen Wolgograder Allee und Stollberger Straße nach Altchemnitz hatte es bereits 1994/95 gegeben. Zur Anbindung des Altchemnitz-Centers (ACC) an der Annaberger Straße an das Wohngebiet Fritz Heckert fuhr ab dem 1. Oktober 1994 die Linie 64. Sie verkehrte während der Ladenöffnungszeiten als Ringlinie von der Straßenbahnendstelle Altchemnitz über Annaberger Straße, Südring, Wolgograder Allee, Stollberger Straße, Scheffelstraße und Annaberger Straße zurück nach Altchemnitz. Die Linie wurde im tageszeitlichen Richtungswechsel betrieben, früh und vormittags fuhr sie entgegen dem Uhrzeigersinn, nachmittags und abends im Uhrzeigersinn. Der Probebetrieb lief zunächst drei Monate. Ab dem 2. Januar 1995 fuhr sie nur noch bis und ab ACC und der Probebetrieb wurde um weitere drei Monate verlängert. Nach Ablauf des Probebetriebs wurde sie zum 1. April 1995 ersatzlos eingestellt. Erst 2017 wurde mit der Einführung der Linie 53 diese Verbindung wiederbelebt.
Der östliche Teil der Linie 53 hat eine lange Geschichte. Bereits am 5. Januar 1929 wurde die Linie B (später 32) eröffnet, die zunächst vom Falkeplatz nach Reichenhain fuhr. Ab 1931 oder 1932 wurde sie zur Zubringerlinie und verkehrte nur noch von Bernsdorf nach Reichenhain. Von 1937 bis 1939 verkehrte sie wieder ins Stadtzentrum. Nach dem Zweiten Weltkrieg wurde die Linie ab Bernsdorfer/Wartburgstraße betrieben und war umlauftechnisch mit der Linie C nach Adelsberg verknüpft. Zur Anbindung der neuen Teile der Technischen Hochschule wurde 1964 die Linie O vom Hauptbahnhof zur Reichenhainer Straße 83 (am Friedhof) eingeführt, die zur Vorlesungszeit verkehrte. 1971 wurden die Linien B und O verbunden und die Linie B (ab 1978 Linie 32) fuhr nun vom Hauptbahnhof nach Reichenhain. 2008 wurde der Südteil der Linie 32 durch die Linie 51 ersetzt, die nun nach Reichenhain verkehrte. Mit der Eröffnung der Straßenbahn zum Technopark entfiel diese Linie jedoch südlich des Stadtzentrums. Die neue Linie 53 bindet nun Reichenhain jedoch über Bernsdorf an diese neue Straßenbahnstrecke an. Die Endstelle befand sich ab 10. Dezember 2017 zunächst am TU Campus, seit 26. Februar 2018 jedoch an der Wendeschleife Technopark. Zwischen Scheffelstraße und Altchemnitz ersetzt die Linie 53 außerdem die weggefallene Straßenbahnlinie 6.

### Linie 56A/56B (Bernsdorf–Kleinolbersdorf–Altenhain–Bernsdorf)
Die Anbindung von Kleinolbersdorf und Altenhain erfolgte zunächst im Regionalverkehr. Bereits am 1. November 1928 wurde die Linie 205 nach Kleinolbersdorf eröffnet. Sie wurde 1934 zur Sternmühle verlängert und 1953 schließlich nach Altenhain. 1964 ergänzte die Linie 204, die direkt nach Altenhain fuhr, die Anbindung der beiden Orte. Sie wurde 1992 wieder eingestellt. 1976 wurde die Linie T-205 nach Altenhain, Kohlehandel verlängert. Mit der Eingemeindung von Kleinolbersdorf-Altenhain ging die Linie 205 auf den Stadtverkehr über und wurde ab Jahresanfang 1997 als Linie 53 betrieben. Ab 1. Juni 1997 wurde sie bis zur Haltestelle Am Erlenwald im Gewerbegebiet Altenhain verlängert. Gleichzeitig wurde das Angebot beträchtlich ausgeweitet, u. a. mit Fahrten von und nach Bernsdorf – Anschluss an die Straßenbahn – mit der Linienbezeichnung E53. Ab 2001 wurden diese verkürzten Fahrten unter der Liniennummer 52 geführt. Im Dezember 2003 wurde die Linie 53 eingestellt und alle Fahrten endeten in Bernsdorf. 2008 wurde die Linie in die neue Linie 56 umgewandelt: Es wurde ein genereller Stundentakt eingeführt, mit einer Ring-Linienführung, die alternierend bedient wird, mit Abweichungen im Schülerverkehr. Der Spät- und Feiertagsverkehr wurde nach gleichem Schema ausgeweitet und auf Anruflinientaxi-Betrieb umgestellt. Seit dem 20. November 2013 fährt die Linie 56 nördlich der Gornauer Straße ein kurzes Stück über die neue Bundesstraße 174. Gleichzeitig wurde die Linie zum Gasthaus Goldener Hahn an der Zschopauer Straße verlängert. Seit dem 26. Februar 2018 fährt die Linie 56 mit den Linienbezeichnungen 56A (im Uhrzeigersinn) und 56B (entgegen dem Uhrzeigersinn).

### Linien 62 (Flemmingstraße–Zentralhaltestelle–Betriebshof Adelsberg) und 72 (Rottluff/Flemmingstraße–Zentralhaltestelle–Heimgarten)
Die Linien 62 und 72 ergänzen sich von der Weststraße bis zum Lutherviertel zu einem gemeinsamen 10-Minuten-Takt. Die Verbindung entstand erst 2008 bei der Umstellung des Liniennetzes. Der Westteil der Linien geht auf die 1983 stillgelegte Straßenbahnlinie 8 von der Zentralhaltestelle zur West-/Kochstraße zurück, die ab diesem Zeitpunkt durch die Buslinie 26 ersetzt wurde. Sie wurde 2000 über die Waldenburger Straße nach Rottluff verlängert.
Der östliche Teil der beiden Linien geht auf eine Verbindung zurück, die bereits in den 1930er Jahren als Oberleitungsbus geplant war. Der Bau der Linie hatte 1942 bereits begonnen, konnte jedoch kriegsbedingt nicht vollendet werden. So dauerte es noch bis zum 4. Mai 1962, bis das Lutherviertel am Busnetz war. Die Linie N (später 41) fuhr von der Poststraße (heute Zentralhaltestelle) über Zschopauer Straße und Carl-von-Ossietzky-Straße zur Kreherstraße. Von 1967 bis 1969 fanden im Berufsverkehr sogar Eilfahrten in Stoßrichtung statt. Die Linie wurde 1971 zur Hans-Beimler-Straße (heute Geibelstraße) verlängert und 1972 schließlich zur neuen Endstelle Hans-Beimler-Wohngebiet (heute Gablenz).
Der nördliche Teil des Lutherviertels um die Charlottenstraße wurde erst 2004 durch eine Buslinie 57 erschlossen, die von der Sachsen-Allee (Thomas-Mann-Platz) dorthin verkehrte. Mit der Linienumstellung 2008 gingen die Linien 26, 41 und 57 in den neuen Linien 62 und 72 auf, wobei die 62 von der Flemmingstraße über die Rudolf-Krahl-Straße eine neue Verbindung bot. Sie verkehrt über die Charlottenstraße während die Linie 72 direkt durch die Carl-von-Ossietzky-Straße fährt. Die 72 befährt die Geibelstraße ab Carl-von-Ossietzky-Straße Richtung Liselotte-Herrmann-Straße und wendet via Zschopauer Straße, Heimgarten und findet ihren gemeinsamen Start- und Endpunkt an der Diesterwegschule. Seit dem 10. Dezember 2017 fahren einige Fahrten in Tagesrandlage bzw. sonntags ganztags als Linie 72 von der Flemmingstraße zum Heimgarten und zurück. Fahrten der Linie 72 zur Flemmingstraße fahren dabei als Linie E72.

### Linie 63 (Borna–Glösa-Ebersdorf)
Die Linie 63 verbindet die Stadtteile Borna, Glösa und Ebersdorf miteinander. Bis 2017 fuhr sie nur zwischen Glösa und Ebersdorf, hatte jedoch in Glösa teilweise Durchlauf auf die Linie 46 nach Borna und Wittgensdorf, die sie am 10. Dezember 2017 auf dem Abschnitt bis Borna ersetzte.
Der Westteil der Linie ging bereits 1937 als Linie Z von Heinersdorf über Bornaer und Wittgensdorfer Straße und weiter über Schloßteich, Stadtzentrum zur Zschopauer Straße in Betrieb. Sie wurde 1939 kriegsbedingt zur Zubringerlinie und fuhr nur noch von Heinersdorf zum Küchwaldring. Mit dieser Linienführung wurde nach Kriegsende die Linie E eingeführt. Ab 1961 führte diese Linie Einzelfahrten am Schloßteich entlang zum Wilhelm-Külz-Platz, ab 1975 nur noch bis Zöllnerplatz, durch. 1973 wurde die Linie E mit der Linie F zur neuen Linie T vereinigt, die nun von Borna bis zur Heilstätte Glösa bzw. ab 1976 über Ebersdorf zum Bahnhof Hilbersdorf verkehrte. Sie wurde 1978 in 45 umbenannt. Die Zusatzfahrten zum Zöllnerplatz wurden 1991 zur Promenadenstraße zurückgenommen und 1993 als Linie E45 zur Zentralhaltestelle verlängert. Ebenfalls 1991 endete die 45 wieder in Glösa, gleichzeitig wurden erstmals einzelne Fahrten über die Lungenheilstätte, ab 1994 über Wittgensdorf, Freibad, durchgeführt. 1999 wurde die Linie 45 wieder nach Ebersdorf verlängert und 2000 auf der anderen Seite zum Chemnitz-Center geführt. Mit der Linienreform 2008 wurde die Linie 63 eingeführt, die nun jedoch nur noch zwischen Glösa und Ebersdorf fuhr. Der Westteil wurde bis 2017 durch die Linie 46 bedient.
Der Ostteil der Linie 63 geht auf die 1952 eröffnete Linie F zurück, die von der Straßenbahnendstelle Furth-Glösa bis zur Heilstätte Glösa verkehrte. Von 1954 bis 1955 fuhren einige Fahrten nach Draisdorf, von 1956 bis 1961 einige Fahrten bis zur Müllerstraße. Mit der Stilllegung der Straßenbahn 1972 musste in Glösa zur Buslinie R umgestiegen werden, die jedoch schon bald zum Bahnhof Glösa verlängert wurde. Um Parallelverkehr zu vermeiden, wurde die Linie F zum 1. November 1973 mit der nun ebenfalls nach Glösa geführten Linie E von Borna zur neuen Linie T verbunden, die nun von Borna über Bahnhof Glösa zur Heilstätte Glösa verkehrte. Sie wurde bereits 1976 zum Bahnhof Hilbersdorf verlängert. 1978 wurde die Linie T in 45 umbenannt und die Einsatzfahrten im Berufsverkehr, die vom Bahnhof Glösa zur Heilstätte Glösa fuhren, erhielten die Liniennummer 52. 1991 wurde die Linie 45 geteilt und der Abschnitt Glösa–Bahnhof Hilbersdorf wurde zur ganztägig fahrenden Linie 52. Bereits 1999 wurden die beiden Linien wieder verbunden und die Linie 45 verkehrt seitdem bis Ebersdorf.

### Linie 69 (Bf. Hilbersdorf–Brettmühle)
Die Linie wurde am 18. November 1957 als Linie M (später 40) von Ebersdorf (Lichtenauer Straße) bis Mittweidaer Straße/Goldweg eröffnet und 1967 zur Brettmühle verlängert. Sie verkehrte nur im Berufsverkehr. Ab 1971 befand sich die stadtseitige Endstelle am Bahnhof Hilbersdorf. Von 1991 bis 1997 fuhren einige Fahrten der Linie 40 über Lichtenwalde, Allkauf. Diese Fahrten fanden dienstags und donnerstags vormittags statt, während die reguläre Linie 40 weiterhin nur im Berufsverkehr fuhr. Anfang 2000 wurde der Vormittagsverkehr an Dienstagen und Donnerstagen wieder aufgenommen, jedoch auf der normalen Route der Linie zur Brettmühle. Erst mit der Umstellung des Liniennetzes 2008 fahren die Busse wochentags nun auch vormittags im Stundentakt und trugen ab diesem Zeitpunkt die Liniennummer 66, ab dem 10. Dezember 2017 die Liniennummer 69.

### Linie 73 (TU Campus–Altchemnitz)
Die Linie 73 wurde am 10. Dezember 2017 als Zubringerlinie zur Straßenbahn und als Ersatz für die wegfallende Linie E51 eingeführt. Sie fährt nur montags bis freitags bis etwa 21 Uhr.
Eine seit 1978 als Linie 32 (vorher B) bezeichnete Linie von der Dresdner Straße nach Reichenhain wurde ab 2002 durch die Linie 42 zur TU Erfenschlager Straße ergänzt. Die beiden Linien gingen am 30. März 2008 in der neuen Linie 51 auf, die statt über die Jägerschlößchenstraße direkt nun über TU Erfenschlager Straße geführt wurde. Etwa jede zweite Fahrt endete weiterhin als Linie E51 an der Erfenschlager Straße und diese Fahrten wurden bereits zum 25. August 2008 nach Altchemnitz verlängert. Seit Dezember 2010 fuhr im Berufsverkehr zusätzlich die Linie X51 vom Busbahnhof zur Erfenschlager Straße, sodass sich auf der Linie 51 insgesamt teilweise ein 5-Minuten-Takt ergab. Mit der Eröffnung der Straßenbahn zum Technopark wurde die Linie 51 zur Zentralhaltestelle verkürzt. Der nicht durch die Straßenbahn ersetzte Südteil vom TU Campus bis Altchemnitz wird seither als Linie 73 betrieben. Ab dem 26. Februar 2018 bis zum 29. Januar 2022 (Betriebsaufnahme Chemnitzer Modell Stufe 2) wurde sie wochentags auf dem Abschnitt bis zur Erfenschlager Straße auf einen 15-Minuten-Takt verdichtet. Die Verstärker fahren als Linie E73.

### Linie 76 (Einsiedel-Berbisdorf-Eibenberg)

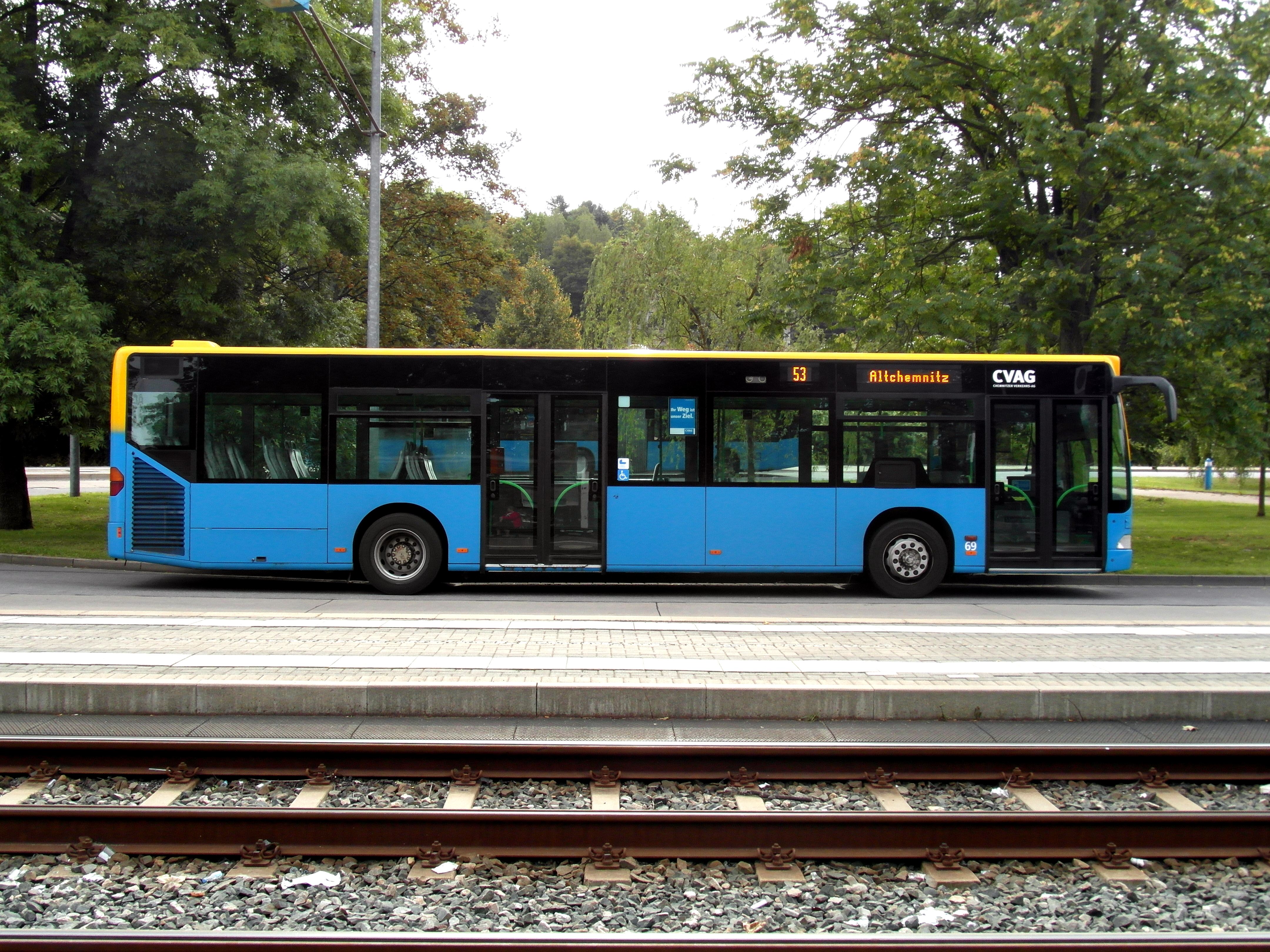
Bus der 2012 noch mit der Nummer 53 fahrenden Linie in der Wendeschleife Altchemnitz.

Die Linie 76 geht auf die am 9. Juni 1952 eröffnete Linie J (Sommer 1978 I, ab Ende 1978 37) zurück, die von Altchemnitz nach Erfenschlag, Am Steinberg verkehrte. Sie wurde 1953 zur Funkstraße verlängert, 1958 zum August-Bebel-Platz in Einsiedel und 1959 zur Schmiede. Ab 1966 war die Endstelle in Einsiedel wieder am August-Bebel-Platz. Nachdem ab 1991 die Straßenbahn nach Altchemnitz nur noch montags bis samstags im Tagesverkehr fuhr, wurde die Linie 37 zu den übrigen Zeiten zur Annaberger/Scheffelstraße verlängert. Von 1993 bis 2008 fuhr die Linie zunächst mit einigen Fahrten, ab 2006 mit allen Fahrten über Amtsgericht Saydaer Straße. Diese Linienführung wurde mit der Netzumstellung 2008 aufgegeben. Von 1997 bis 1999 fuhren einige Fahrten der Linie 37 über den Parkplatz Waldklause in Einsiedel. Von 2000 bis 2002 wurde die Linie über Altchemnitz hinaus bis Klaffenbach geführt.
Der Ort Berbisdorf wurde ab 1963 durch Regionalbuslinien (Linien 209 bzw. 212) angebunden. Ab 1984 verkehrte die Linie T-212 als Ringlinie vom Busbahnhof über Einsiedel, Berbisdorf zurück nach Einsiedel und zum Busbahnhof. Die Bedienung dieser Stadtteile ging am 25. August 1997 auf die neue städtische Linie E37 über, die von Einsiedel als Ringlinie über Berbisdorf und Eibenberg nach Einsiedel fuhr. Durch zahlreiche Langzeitbaustellen in Berbisdorf und Eibenberg wurde die Ringverbindung bis 2009 immer wieder unterbrochen. 2002 wurde die Linie mit der Linie 37 verbunden und die Busse fuhren teilweise von Altchemnitz bis Eibenberg. Schon 1997 war ein Schülerverkehr von Klaffenbach nach Einsiedel eingeführt worden. Einzelne Fahrten liefen bis 2008 auch von Altchemnitz über den Harthauer Berg nach Eibenberg und Einsiedel. 2008 wurde die Linie 37 in 53 und 2017 in 76 umbenannt. Die letzte Umbenennung erfolgte im Hinblick auf die geplante Verlängerung der Chemnitz-Bahn nach Thalheim, die zur Verkürzung der Linie 76 auf den Ring von Einsiedel über Berbisdorf und Eibenberg führen wird, der dann nur stündlich befahren werden soll. Bis zur Eröffnung der Bahn fährt die Linie 76 jedoch weiterhin alle 30 Minuten und bis Altchemnitz. Ab dem Jahr 2019 als die C14 Thalheim-Mittweida vollendet wurde, verkehrt der Bus ab Einsiedel.

### Linie 79 (Zentralhaltestelle–Küchwald)

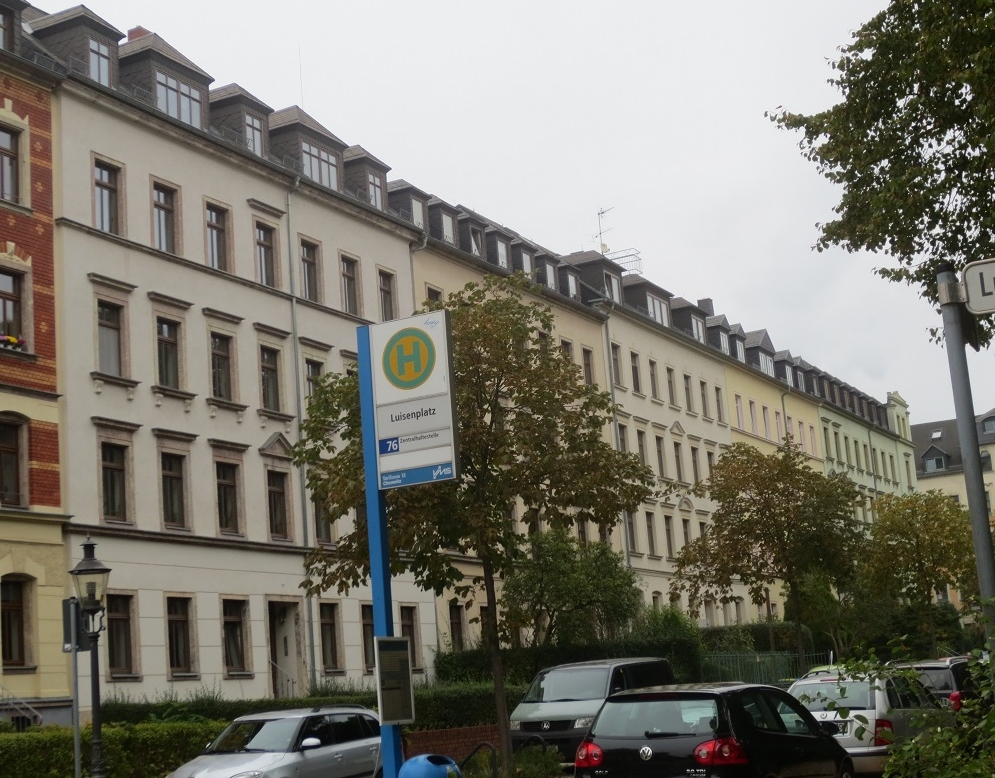
Haltestelle Luisenplatz der Linie 76.

Die Linie entstand als „City-Bus“ (inoffiziell Linie 77), der ab 2. Juni 1996 mit einem Kleinbus von der Markthalle als Ringlinie über Georgbrücke, Brühl, Hauptbahnhof, Moritzstraße, Jakobikirchplatz zur Markthalle im Tagesverkehr von Montag bis Samstag verkehrte. Im April 1999 wurde die Liniennummer 77 offiziell eingeführt. 1999 änderte man die Fahrtroute, die nun von der Markthalle über den Hechlerberg, die Salzstraße und den Zöllnerplatz zum Brühl führt. Im Zentrum fuhr sie stattdessen nun direkt über die Bahnhofstraße und Theaterstraße statt über den kurvenreichen Weg durch die Innenstadt. Ab 2000 fährt die Linie außerdem die Endstation der Parkeisenbahn Chemnitz am Küchwaldring an, jedoch nur während der Fahrsaison dieser Bahn. 2002 wurde die Linienführung erneut geändert und die Kleinbusse fahren nun statt über den steilen Hechlerberg über die Bergstraße.
Am 7. September 2001 wurde außerdem die Linie 55 eröffnet, die vom Busbahnhof über Hauptbahnhof, Zentralhaltestelle, Küchwaldkrankenhaus zum Klinikum Chemnitz fuhr, nachdem am Klinikum Chemnitz eine neue Wendeschleife eröffnet worden war. Im Dezember 2003 wurden die Linien 55 und 77 zur neuen Linie 56 verbunden, die nun von der Markthalle über Schillerplatz, Brühl, Salzstraße, Parkeisenbahn, Leipziger Platz, Küchwaldkrankenhaus zum Klinikum Flemmingstraße fuhr und teilweise über Talanger, Albert-Schweitzer-Straße, Rudolf-Krahl-Straße und Flemmingstraße wendete und nun außerdem einen Quartierbus für das Neubaugebiet Altendorf darstellte.
Ab 2007 fuhr sie außerdem mittels Stichfahrt in die Straße Waldrand bis zur Eisenbahnersiedlung (heutige Endstelle Küchwald). Bereits ab 3. September 2006 war das Eisenbahnerviertel durch die Linie 525A mit dem Stadtzentrum verbunden worden. Die Liniennummer wählte man, da die City-Bahn Chemnitz plant, einen Haltepunkt an der dort entlang führenden Eisenbahnstrecke mit der Kursbuchnummer 525 einzurichten. Der Bus war als Vorläuferbetrieb gedacht, der Bau des Haltepunkts wurde jedoch zurückgestellt und soll erst 2018 erfolgen. Mit der Umstellung des Liniennetzes 2008 wurde die Linie in 76 umbenannt und fährt nun von der Zentralhaltestelle über die Mühlenstraße, Zöllnerplatz, Salzstraße, Luisenplatz, Küchwaldkrankenhaus zur Eisenbahnersiedlung. Zum 10. Dezember 2017 erhielt die Linie die Liniennummer 79. An der Endhaltestelle kann man auch zum Bahnhof Chemnitz Küchwald laufen und mit der C13 fahren.

### Linie 82A/82B (TU Campus–Kaßberg–Schloßberg–Sachsen-Allee-Sonnenberg–TU Campus)
Die Linie 82 wurde als Vollringlinie konzipiert und am 10. Dezember 2017 eingeführt. Sie ersetzte keine bestehenden Linien, sondern stellt ein neues Angebot dar. Sie verbindet die Universität und die Forschungseinrichtungen an der Reichenhainer Straße mit dem Bahnhof Mitte sowie den Stadtteilen Kaßberg, Schloßberg, Sonnenberg und Bernsdorf. Wagen im Uhrzeigersinn fahren als Linie 82A, entgegen dem Uhrzeigersinn fahren die Wagen als Linie 82B.
Bereits in den 1930er Jahren plante der Verkehrsbetrieb, eine Ringbuslinie um das Stadtzentrum von der Planitzstraße (heute Heinrich-Schütz-/Zietenstraße) über die Dietzelstraße (heute Hofer Straße), Fürstenstraße, Yorckstraße, Oststraße (Augustusburger Straße), Geibelstraße, Sachsenring, Kreherstraße, Breitenlehnweg (Liselotte-Hermann-Straße), Zschopauer Straße, Grenadierstraße (Rosa-Luxemburg-Straße), Bernsdorfer Straße, Wartburgstraße, Scheffelstraße, Helbersdorfer Straße, Lützowstraße, Zwickauer Straße, Ulmenstraße, Salzstraße, Müllerstraße wieder zur Planitzstraße einzurichten. Ein Teil vom Betriebshof Planitzstraße bis zum Städtischen Friedhof wurde 1934 für wenige Wochen als Linie R befahren, rentierte sich jedoch nicht. Die Pläne wurden zunächst nicht weiter verfolgt.
Mit Eröffnung der Straßenbahnstrecke zum Technopark wurde das Busliniennetz im Bereich Reichenhainer Straße umgestaltet und im Zuge dessen auch die Linie 82 eingeführt. Die Endstelle befand sich zunächst am Technopark, wo die Wagen wendeten und die Fahrgäste aussteigen mussten. Ein Umsteigen auf den anderen Teil des Rings war nicht direkt möglich. Zum 26. Februar 2018 wurde die Linienführung daher geändert und die Linie 82 fährt nun als Vollringlinie ohne Umsteigezwang mit der Endstelle am TU Campus. Außerdem fährt sie zwischen Technopark und TU Campus nun über die Werner-Seelenbinder-Straße und nimmt somit eine zusätzliche Zubringerfunktion vom Sportforum und dem Städtischen Friedhof zur Straßenbahn am TU Campus wahr.

### Linie 83 (Gablenzplatz–Euba–Niederwiesa)
Die Linie wurde ursprünglich als Regionalbuslinie betrieben. 1934 wurde die Linie 204a von Chemnitz nach Euba eröffnet. Sie wurde 1951 in Linie 204, 1964 in Linie T-202 und 1967 in Linie T-246 umbenannt. 1953 war die Linie nach Niederwiesa verlängert worden, 1978 schließlich nach Lichtenwalde. Nach der Eingemeindung Eubas wurde zum 31. Oktober 1994 der Abschnitt Gablenzplatz–Euba als städtische Linie 44 betrieben. Die Regionallinie 246 fuhr nun nur noch von Euba nach Lichtenwalde, ab 1996 bis Ebersdorf, Brettmühle und ab 2000 im Schülerverkehr nach Flöha. Diese Regionallinie wurde 2001 in Linie 706 umbenannt und ab 9. August 2001 ging auch der Abschnitt von Euba nach Niederwiesa auf den Stadtverkehr über, sodass die Linie 44 dorthin verlängert wurde. Zur Linienumstellung 2008 wurde sie in 83 umbenannt und am 10. August 2008 zum Schulzentrum in Niederwiesa verlängert. Nachdem der Takt auf 60 Minuten vergrößert wurde, benannte die CVAG die Linie zum 10. Dezember 2017 in 86 um, später wieder in 83.

### Linie 89 (Betriebshof Adelsberg–Dresdner Straße)
Die Linie geht auf die am 10. Mai 1993 eröffnete Linie 62 zurück. Sie verkehrte nur im Berufsverkehr von Gablenz zur Beutenbergsiedlung. Bereits 1995 wurde der Vormittagsverkehr eingeführt. Mit der Umstellung des Liniennetzes 2008 wurde sie in 86 und 2017 schließlich in 89 umbenannt. Ebenfalls 2017 wurde die Linie zur Endstelle Dresdner Straße der Linie 32 verlängert, sodass eine zusätzliche Umsteigemöglichkeit entstand.

### Linie 93 (Hutholz–Neefepark)
Die Linie 93 entstand erst am 14. Dezember 2008, als die Linien 42 und 52 zusammengefasst wurden. Sie verkehrte vom Neefepark über Stelzendorf, Hutholz, Wolgograder Allee, Dittersdorfer Straße, Markersdorf zur Morgenleite. Ab 5. Mai 2009 wurde die Linienführung geändert und die Busse fuhren nun über den Südring und die Robert-Siewert-Straße. Der Abschnitt Hutholz–Morgenleite wurde zum 9. August 2010 wieder als Linie 52 ausgegliedert und seither verkehrt die Linie 93 nur noch zwischen Neefepark und Hutholz.

### Linie 96 (Chemnitz-Center–Wittgensdorf)
Die Linie entstand bei der Netzumstellung am 10. Dezember 2017. Sie verbindet das Einkaufszentrum Chemnitz-Center mit dem Siemens-Werk und dem westlichen Teil des Stadtteils Wittgensdorf. Am Haltepunkt Wittgensdorf Mitte haben die Wagen Anschluss zur Chemnitz-Bahn-Linie C13. Die Linie ersetzte dabei in Wittgensdorf die verkürzte Linie 46.

### Linie S91 (Sportforum–Humboldtplatz)
Für den Schülerverkehr, insbesondere des Johannes-Kepler-Gymnasiums am Humboldtplatz, verkehrt im Berufsverkehr an Schultagen seit 30. März 2008 die Linie S91 vom Sportforum über Reichenhain, Bernsdorf, Sachsenring und Gablenzplatz dorthin. Sie ersetzt damit teilweise die Linie 43, die vorher auf dieser Strecke fuhr. Zum Fahrplanwechsel 2017 wurde die Linie S91 zum TU Campus verlängert, wo Umsteigemöglichkeiten zur Straßenbahn bestehen.

### Linie S92 (Klaffenbach–Einsiedel)
Eine weitere Schülerlinie ist die Linie S92, die von Klaffenbach über Altchemnitz und am Gymnasium Einsiedel vorbei nach Einsiedel, August-Bebel-Platz führt. Sie ersetzte am 10. Dezember 2017 die Einzelfahrten der Linie 53 (jetzt Linie 76) auf dieser Strecke.

### Nachtlinien
Die ersten reinen Nachtlinien waren ab 22. Juli 2001 im Einsatz. Die bereits zuvor in Tagesrandlage betriebenen und nun auf den durchgehenden Nachtverkehr ausgedehnten Straßenbahnlinien 11 (Hutholz–Hauptbahnhof–Gablenz) und 12 (Zentralhaltestelle–Bernsdorf) wurden ab diesem Tag durch die beiden Nachtbuslinien 13 (Chemnitzer Straße–Helbersdorf–Am Flughafen–Zentralhaltestelle–Schloßberg–Borna–Wildparkstraße) und 14 (Rottluff–Flemmingstraße–Weststraße–Zentralhaltestelle–Yorckgebiet–Palmstraße–Ebersdorf) ergänzt. Mit der Netzumstellung am 30. März 2008 wurde das heute noch bestehende Nachtbusnetz aus acht Linien eingeführt. Jeweils zwei der Linien fahren an der Zentralhaltestelle im Wagendurchlauf. Noch 2008 wurde eine Fahrt der Linie N12 in Richtung Yorckgebiet über Klinikum Zeisigwaldstraße geführt. Ab 13. Dezember 2009 fährt eine Fahrt der Linie N17 landwärts über die Wendeschleife Klinikum Flemmingstraße. Die Linie N14 fuhr zunächst zur Annaberger/Scheffelstraße über Lutherstraße, TU Reichenhainer Straße, Bernsdorf, Reichenhain und Sportforum. Seit 9. Dezember 2012 wird die heutige Strecke über Altchemnitz bedient. Seit 1. Juni 2015 verkehrt die Linie N15 stadtwärts vom Hutholz direkt über die Stollberger Straße statt über Robert-Siewert-Straße und die Wolgograder Allee. Mit dem Fahrplanwechsel am 10. Dezember 2017 wurde die Führung der Linie N14 geändert und sie fährt nun als Ringlinie und nur noch in Richtung Bernsdorf über Sportforum, Altchemnitz und Reichenhain.
Es werden folgende Nachtlinien betrieben:
| Linie | Streckenführung |
| ----- | --- |
| N11   | Zentralhaltestelle (von Linie N15) – Hauptbahnhof – Zöllnerplatz – Emilienstraße – Bahnhof Hilbersdorf – Ebersdorf |
| N12   | Zentralhaltestelle (von Linie N16) – Hainstraße – Heinrich-Schütz-Straße – (Zeisigwaldstraße (nur eine Fahrt landwärts)) – Yorckgebiet |
| N13   | Zentralhaltestelle (von Linie N17) – Schauspielhaus – Lutherviertel – Carl-von-Ossietzky-Straße – (Betriebshof Adelsberg (nur eine Fahrt landwärts)) – Adelsberg – Betriebshof Adelsberg                                                                                |
| N14   | Zentralhaltestelle (von Linie N18) – Lutherstraße – TU Reichenhainer Straße – Wartburgstraße – Sportforum – Annaberger/Scheffelstraße – Altchemnitz – Reichenhainer Mühlberg – Bernsdorf – Wartburgstraße – TU Reichenhainer Straße – Lutherstraße – Zentralhaltestelle |
| N15   | Zentralhaltestelle (von Linie N11) – Rößlerstraße – Händelstraße – Am Flughafen – Morgenleite – Robert-Siewert-Straße (nur landwärts) – Wolgograder Allee (nur landwärts) – Hutholz                                                                                     |
| N16   | Zentralhaltestelle (von Linie N12) – Industriemuseum – Schönau – Bahnhof Siegmar – Reichenbrand – DRK-Krankenhaus – RabensteinCenter |
| N17   | Zentralhaltestelle (von Linie N13) – Stadthalle – Weststraße – Flemmingstraße – (Klinikum Flemmingstraße (nur eine Fahrt landwärts)) – Talanger |
| N18   | Zentralhaltestelle (von Linie N14) – Theaterplatz – Schloßviertel – Küchwaldring – Borna (– Röhrsdorfer Allee/SIEMENS (nur eine Fahrt Mo–Fr stadtwärts)) |

### Nicht mehr betriebene Verbindungen
Eine Sonderlinie für den Ausflugsverkehr ohne Linienbezeichnung verkehrte vom 15. Juli bis 6. September 1931 bei gutem Wetter am Wochenende vom Wettiner Platz (Thomas-Mann-Platz) über die Dresdner Straße zum Weißen Weg.
Zur Anbindung des Flugplatzes an der Stollberger Straße (heutige Haltestelle Ikarus) wurde am 2. Mai 1958 die Buslinie L eingeführt, die zumeist mit Kleinbussen betrieben wurde. Am 1. November 1962 wurde die Linie ersatzlos eingestellt, erst zehn Jahre später fuhren wieder Busse zum zu diesem Zeitpunkt jedoch bereits stillgelegten Flughafen, wo sich noch bis 1993 eine Buswendeschleife befand.
Zur Anbindung des Bergarbeiterkrankenhauses (heute DRK-Krankenhaus) an der Unritzstraße verkehrte von 3. April 1966 bis zum 1. September 1970 eine Sonderlinie an Krankenhausbesuchstagen.
Vom 16. April 1979 bis 29. August 1980 verkehrte eine Sonderlinie ohne Liniennummer vom Heizkraftwerk Nord über die Nordstraße, Müllerstraße und Chemnitztalstraße zur Oberschule Furth.
Mit Eröffnung der Straßenbahn nach Schönau wurde am 1. August 1988 eine Buslinie 53 eingeführt, die erstmals die Straße Usti nad Labem bediente. Sie verkehrte nur im Berufsverkehr als Ringlinie von Schönau über Südring, Stollberger Straße, Straße Usti nad Labem und Südring zurück nach Schönau. Am 14. Oktober 1991 wurde sie eingestellt und die bereits seit Mai 1991 über die Straße Usti nad Labem fahrende Linie 51 ersetzte sie. Von 1. September 1993, als die Wendeschleife Friedrich-Hähnel-Straße am ehemaligen Flughafen stillgelegt wurde, bis zum 28. August 1997, als die neue Buswendeschleife Am Flughafen eröffnet wurde, wendete außerdem die Linie 34 über die Straße Usti nad Labem. Am 28. Mai 2000 wurde die Linie 51 eingestellt und die westliche Straße Usti nad Labem ist seither wieder ohne Busanbindung.
Ein bereits vorher als Werksverkehr fahrender Bus fuhr ab dem 1. Juni 1992 als öffentliche Linie 61 im Berufsverkehr von Helbersdorf über die Wolgograder Allee, Stollberger Straße, Lützowstraße und Zwickauer Straße nach Schönau. Er diente den Arbeitern des Industriegebiets an der Zwickauer Straße, die im Wohngebiet Fritz Heckert lebten, als Anbindung. Die Linie 61 verkehrte nur in Stoßrichtung, früh nach Schönau und nachmittags in der Gegenrichtung. Sie wurde am 30. Mai 1999 auf den Abschnitt Am Flughafen–Schönau verkürzt und fuhr im Wagendurchlauf auf Linie 43. Am 28. Mai 2000 wurde sie ersatzlos eingestellt.
Der „Senioren-Bus“ verkehrte vom 3. Juni 1996 bis zum 1. April 1999. Die betriebsintern mit der Nummer 66 bezeichnete Linie verkehrte nur wochentags vormittags von der Südrandsiedlung (Stollberger/Markersdorfer Straße) entlang der Stollberger Straße zur Zentralhaltestelle. Nach Eröffnung der Straßenbahnlinie 4 wurde der Senioren-Bus obsolet.
Eine neue Linie 66 verkehrte ab dem 3. Juni 2001 an Sonntagen von Ostersonntag bis zum 31. Oktober von der Markthalle über Augustusburger Straße, Adelsbergturm, Sternmühlental, Erdmannsdorf zum Schloss Augustusburg. Ab 4. Juni 2005 wurde sie auch samstags betrieben. Zum 24. Juni 2006 wurde die Linienführung geändert und sie bediente nun nicht mehr den Adelsbergturm und das Sternmühlental, sondern fuhr direkt nach Augustusburg und in einer Schleife über Hennersdorf. Außerdem fuhr sie nun wieder nur sonntags. Letztmals war sie am 31. Oktober 2007 im Einsatz und wurde zur Saison 2008 nicht wieder in Betrieb genommen.
Zu Veranstaltungen in der Messe Chemnitz fuhr vom 6. September 2008 bis 10. Dezember 2017 im Halbstundentakt eine Linie M1 vom Hauptbahnhof über Zentralhaltestelle, Zwickauer und Neefestraße zur Messe, wo sie am Parkplatz auf der Jaenickestraße endete. Die Linie wurde 2017 eingestellt. Die Anbindung der Messe erfolgt weiterhin durch die Linien 23 und 43.

## Regionalverkehr

### Erste Jahre
Der öffentliche Überlandstraßenverkehr begann bereits im ausgehenden 17. Jahrhundert in Chemnitz, als am 13. Juli 1693 die Postkutschenlinie von Dresden über Chemnitz nach Zwickau, und ab 1697 weiter bis Nürnberg eröffnet wurde. 1696 kam eine Linie von Leipzig über Chemnitz nach Annaberg hinzu und 1711 eine Linie von Chemnitz über Marienberg nach Prag. Vor der Eröffnung der ersten Eisenbahn fuhren Postkutschen auch nach Schneeberg, Meißen, Rochlitz und Glauchau. Die meisten Postkutschenlinien wurden in der zweiten Hälfte des 19. Jahrhunderts durch Eisenbahnen abgelöst, jedoch entstand nun auch ein Beförderungsbedürfnis in kleinere Orte, die nicht direkt durch Eisenbahnen erreichbar waren.
Am 13. August 1910 eröffnete die Automobilomnibus-Gesellschaft Penig–Chemnitz AG die erste Überlandbuslinie in Chemnitz. Sie begann hinter dem Alten Theater und führte über die Leipziger Straße nach Penig, wo sie auf dem Marktplatz endete. Zwischenhaltestellen befanden sich am Leipziger Platz, an der Straßenbahnendstelle Borna (Grüner Hof), am Bismarck-Schlößchen, in Röhrsdorf, an der Wasserschänke, in Hartmannsdorf (drei Haltestellen), in Mühlau, an der Niederfrohnaer Straße, in Chursdorf, in Tauscha und in Penig an der Grünen Linde. In Hartmannsdorf kreuzte die Linie die bereits seit 1906 in Betrieb befindliche Buslinie von Mittweida nach Limbach.
Bereits am 4. September 1910 wurde eine Linie entlang der Stollberger Straße nach Neukirchen (Goldener Stern) eröffnet, gefolgt von einer Linie vom Nikolaibahnhof (heute Chemnitz Mitte) über Mittelbach nach Oberlungwitz, Zum Hirsch, am 5. April 1911. Die Linie nach Oberlungwitz rentierte sich nicht und wurde am 14. Juni 1914 eingestellt und durch eine Buslinie vom Bahnhof Wüstenbrand nach Oberlungwitz ersetzt. Am 11. Juni 1912 fuhr erstmals ein Bus der Erzgebirgischen Kraft-Omnibus-Verkehrsgesellschaft von Chemnitz über Thum und Geyer nach Annaberg-Buchholz.
Mit dem Ausbruch des Ersten Weltkriegs endete der Überlandbusverkehr am 18. August 1914 vorerst. Lediglich nach Neukirchen fuhren noch bis 1915 Behelfsfahrzeuge. Nach Kriegsende wurde der Überlandbusverkehr verstaatlicht und die 1912 gegründete Staatliche Kraftwagenverwaltung eröffnete nach und nach Buslinien aus Chemnitz ins Umland. Dies waren die Linie 12 nach Annaberg-Buchholz (ab 13. Juni 1920), Linie 16 nach Neukirchen (ab 13. Mai 1920), Linie 19 nach Drebach, Wagenhalle, über Gelenau (ab 11. Dezember 1920), Linie 20 über Röhrsdorf und Kändler nach Limbach (Café Dittrich) (ab 26. März 1921), Linie 21 nach Penig (ab 11. Juli 1919) und Linie 36 über Gornau nach Zschopau, Bahnhof (ab 6. Oktober 1921). Außerdem war 1919 eine Linie 9 eingerichtet worden, die regulär zwischen Zwickau und Oelsnitz verkehrte und zeitweise einige Fahrten über Niederdorf nach Chemnitz hatte. Die Abfahrtsstelle der Linien befand sich am Hauptbahnhof, lediglich die Neukirchner Busse fuhren am Nikolaibahnhof ab.
Während der Inflation musste der Verkehr deutlich eingeschränkt werden. Die Linie nach Zschopau wurde zum 1. April 1922 eingestellt, die übrigen Linien am 5. November 1922. Inzwischen war am 23. Dezember 1919 die Kraft-Verkehrs-Gesellschaft Freistaat Sachsen gegründet worden, die am 1. Januar 1923 die Betriebsführung des Kraftverkehrs übernahm, der jedoch weiterhin ruhte.

### Zwischen Inflation und Zweitem Weltkrieg
Nach dem Ende der Inflation wurden ab 1924 wieder Überlandbuslinien eingerichtet, außerdem befuhr die Deutsche Reichspost ab 1925 ebenfalls Buslinien nach Chemnitz. Ab 1927 wurden Eillinien in weiter entfernt liegende Orte eingerichtet. Anfang 1929 wurden die dreistelligen Liniennummern eingeführt, die zum Teil noch heute gelten. Für die Linien des Nahbereichs ab Chemnitz wurden die Nummern 200 bis 211 im Uhrzeigersinn vergeben. Linien nach Chemnitz, deren Ursprung in anderen Orten lag, hatten Nummern außerhalb dieses Bereichs. Die später eingerichteten Linien erhielten Nummern vor und nach diesem Bereich. Ende 1930 bestand folgendes Liniennetz:
| Linie | Fahrweg                                                                               | Länge (km) | Betreiber | eingerichtet      |
| ----- | ------------------------------------------------------------------------------------- | ---------- | --------- | ----------------- |
| 139   | Chemnitz – Stollberg / Niederdorf – Oelsnitz – Lichtenstein-Callnberg – Zwickau       | 48         | KVG       | seit 1929 regulär |
| 140   | Eillinie: Chemnitz – Hohenstein-Ernstthal – Lichtenstein-Callnberg – Zwickau          | 28         | Post      | 8. April 1930     |
| 171   | Eillinie: Chemnitz – Stollberg – Aue                                                  | 35         | KVG       | 15. April 1927    |
| 188   | Chemnitz – Leukersdorf – Lugau (– Stollberg)                                          | 34         | KVG       | 15. Mai 1930      |
| 196   | Eillinie: Chemnitz – Sayda – Zinnwald                                                 | 85         | Post      | 12. Juli 1930     |
| 198   | Chemnitz – Oberhermersdorf (heute Adelsberg)                                          | 8          | Post      | 14. Dezember 1929 |
| 199   | Eillinie: Chemnitz – Annaberg-Buchholz – Oberwiesenthal – Karlsbad                    | 87         | KVG       | 15. Juni 1929     |
| 200   | Chemnitz, Nikolaibahnhof – Neukirchen – Leukersdorf                                   | 12         | KVG       | Sommer 1924       |
| 201   | Chemnitz – Röhrsdorf – Limbach-Oberfrohna                                             | 15         | KVG       | Sommer 1924       |
| 202   | Chemnitz – Hartmannsdorf – Penig                                                      | 21         | KVG       | Sommer 1924       |
| 203   | Chemnitz – Lichtenwalde – Frankenberg                                                 | 14         | KVG       | 13. Mai 1926      |
| 204   | Chemnitz – (Euba) – Augustusburg – Lengefeld                                          | 31         | Post      | 29. August 1925   |
| 205   | Chemnitz – Kleinolbersdorf                                                            | 11         | KVG       | 1. November 1928  |
| 206   | Chemnitz – Gornau – Zschopau                                                          | 18         | KVG       | Ende 1924         |
| 207   | Eillinie: Chemnitz – Zschopau – Marienberg – Olbernhau                                | 49         | KVG       | 8. Oktober 1927   |
| 208   | Chemnitz – Gelenau – Drebach – Ehrenfriedersdorf                                      | 33         | KVG       | 15. Juli 1924     |
| 209   | Chemnitz – Einsiedel – Obergelenau                                                    | 24         | Post      | 20. Dezember 1927 |
| 210   | Chemnitz – Thum – Geyer – Annaberg-Buchholz                                           | 36         | KVG       | 12. Juli 1924     |
| 211   | Chemnitz-Altchemnitz – Harthau – Klaffenbach, Mühle                                   | 4          | KVG       | 1. April 1928     |
| 212   | Chemnitz – Draisdorf – Markersdorf – Claußnitz                                        | 20         | KVG       | 15. Mai 1929      |
| 215   | Chemnitz-Rottluff – Rabenstein                                                        | 5          | KVG       | 15. Juli 1929     |
| 250   | Chemnitz-Siegmar – Stelzendorf – Neukirchen – Klaffenbach, Mühle                      | 8          | KVG       | 7. Oktober 1928   |
| 251   | Chemnitz-Siegmar – Mittelbach – Oberlungwitz – Wüstenbrand – Grüna – Chemnitz-Siegmar | 15         | KVG       | 6. April 1928     |
| 253   | Chemnitz-Siegmar – Rabenstein – Limbach-Oberfrohna                                    | 11         | KVG       | 13. Februar 1927  |
| 263   | Eillinie: Chemnitz – Geyer – Schlettau – Crottendorf                                  | 40         | KVG       | 15. Mai 1930      |
| 630   | Eillinie: Chemnitz – Hartmannsdorf – Borna – Leipzig                                  | 88         | KVG       | 8. Dezember 1928  |

Die zentrale Abfahrtsstelle für die meisten Linien befand sich weiterhin vor dem Hauptbahnhof. Infolge der Weltwirtschaftskrise wurden Anfang der 1930er Jahre einige Verbindungen eingestellt, so fuhr die Linie 251 ab 1. Dezember 1931 nur noch zwischen Chemnitz und Oberlungwitz über Mittelbach, wurde jedoch zum Hauptbahnhof verlängert, sodass das Umsteigen zur Straßenbahn in Siegmar entfiel. Auch die Linie 215 entfiel 1932 vorerst, wurde jedoch ab 1939 wieder betrieben. Gleichzeitig wurde insbesondere der Ausflugsverkehr verstärkt. 1931 wurde die Linie 196 nach Altenberg verlängert und ab 21. Mai 1932 fuhr im Sommer eine Eillinie 630a von Leipzig nach Oberwiesenthal über Chemnitz.
Ein wichtiges Ereignis war die Angliederung des Sudetenlandes 1938. Ende des Jahres fuhren bereits sieben neue Buslinien dorthin: die Linie 207a über Marienberg, Zöblitz, Rübenau nach Komotau, Linie 207b über Marienberg, Reitzenhain nach Komotau, Linie 207c über Olbernhau, Obergeorgenthal nach Brüx, Linie 210a über Weipert, St. Joachimsthal nach Karlsbad, Linie 210b über Weipert, Preßnitz, Wernsdorf, Niklasdorf nach Kaaden, Linie 210c über Weipert, Preßnitz nach Komotau, sowie die Linie 210d über Weipert, Preßnitz, Kupferberg nach Pürstein. Weitere neue Linien fuhren ab 1935 über Frankenberg nach Mittweida (Linie 555) und weiter nach Leisnig (Linie 558), ab 1940 über Klaffenbach nach Burkhardtsdorf (Linie 243). Spätestens im April 1945 mussten alle Linien aufgrund der Kriegsereignisse eingestellt werden.

### Nach dem Zweiten Weltkrieg
Die Kraftverkehrs-Gesellschaft verfügte nach Ende des Krieges noch über 144 der 538 Busse und 45 der 86 Anhänger. Am 9. Juli 1945 verkehrte mit der Linie 200 nach Leukersdorf im Berufsverkehr der erste Überlandbus nach Kriegsende. Bis 1946 waren die meisten Vorkriegslinien wieder in Betrieb. Von den ursprünglichen Postlinien kamen nur die Linien 204 (ab November 1945), 204a (ab Juni 1946) und 198 (ab 1946) wieder in Betrieb. 1950 bis 1951 wurden alle Postlinien vom nun volkseigenen Kraftverkehr Sachsen übernommen. Nach Auflösung des Landes Sachsen übernahmen die Bezirksverwaltungen den Kraftverkehr, sodass für das dann umbenannte Chemnitz ab 1953 der Kraftverkehr Karl-Marx-Stadt zuständig war.
Der Winterfahrplan 1954/55 sah im heutigen Stadtgebiet und Umland von Chemnitz folgende Linien vor:
| Linie | Fahrweg | Liniennummer ab 1956 | Liniennummer ab 1960 |
| ----- | --- | -------------------- | -------------------- |
| 171   | Eillinie: Karl-Marx-Stadt – Stollberg – Aue                                                                  | 1171–31 (171)        | T-202                |
| 174   | Eillinie: Karl-Marx-Stadt – Stollberg – Aue – Johanngeorgenstadt                                             | 1171–32 (174)        | T-374                |
| 191   | Eillinie: Karl-Marx-Stadt – (Autobahn) – Lugau – Oelsnitz                                                    | 1170–16 (191)        | T-262                |
| 199   | Karl-Marx-Stadt – Draisdorf – Auerswalde – Markersdorf                                                       | 1170–18 (199)        | T-639                |
| 200   | Karl-Marx-Stadt – Neukirchen – Leukersdorf                                                                   | 1170–19 (200)        | T-200                |
| 201   | Karl-Marx-Stadt – Röhrsdorf – Kändler – Limbach-Oberfrohna                                                   | 1170–21 (201)        | T-254                |
| 202   | Karl-Marx-Stadt – Hartmannsdorf – Penig – Langenleuba-Oberhain – Frohburg                                    | 1170–17 (202)        | T-650                |
| 203   | Karl-Marx-Stadt – Oberlichtenau – Niederlichtenau – Frankenberg – Sachsenburg                                | 1170–20 (203)        | T-203                |
| 204   | Karl-Marx-Stadt – Euba – Niederwiesa                                                                         | 1169–18 (204)        | T-204                |
| 205   | Karl-Marx-Stadt – Kleinolbersdorf – Altenhain                                                                | 1169-1 (205)         | T-205                |
| 206   | Karl-Marx-Stadt – Gornau – Zschopau                                                                          | 1169-3 (206)         | T-206                |
| 207   | Eillinie: Karl-Marx-Stadt – Zschopau – Marienberg – Olbernhau                                                | 1169-5 (207)         | T-207                |
| 208   | Karl-Marx-Stadt – Einsiedel – Gelenau – Ehrenfriedersdorf                                                    | 1169–19 (208)        | T-208                |
| 210   | Karl-Marx-Stadt – Burkhardtsdorf – Gelenau – Thum – Ehrenfriedersdorf – Annaberg-Buchholz (– Oberwiesenthal) | 1169–20 (210)        | T-210                |
| 212   | Karl-Marx-Stadt – Burkhardtsdorf – Gelenau – Thum – Geyer – Schlettau – Crottendorf                          | 1171–44 (212)        | T-412                |
| 242   | Neukirchen – Adorf – Jahnsdorf                                                                               | ?                    | T-201                |
| 244   | Karl-Marx-Stadt – Erdmannsdorf – Augustusburg – Leubsdorf – Eppendorf                                        | 1169–14 (244)        | T-244                |
| 245   | Karl-Marx-Stadt – Erdmannsdorf – Augustusburg – Börnichen – Lengefeld – Pockau                               | 1169–15 (245)        | T-245                |
| 250   | Karl-Marx-Stadt-Siegmar – Stelzendorf – Neukirchen – Klaffenbach – Altchemnitz                               | 1170–27 (250)        | T-250                |
| 251   | Karl-Marx-Stadt – Mittelbach – Oberlungwitz – Lichtenstein / Hohenstein-Ernstthal                            | 1170–23 (251)        | T-251                |
| 253   | Karl-Marx-Stadt – Rabenstein – Limbach-Oberfrohna                                                            | 1170–22 (253)        | T-253                |

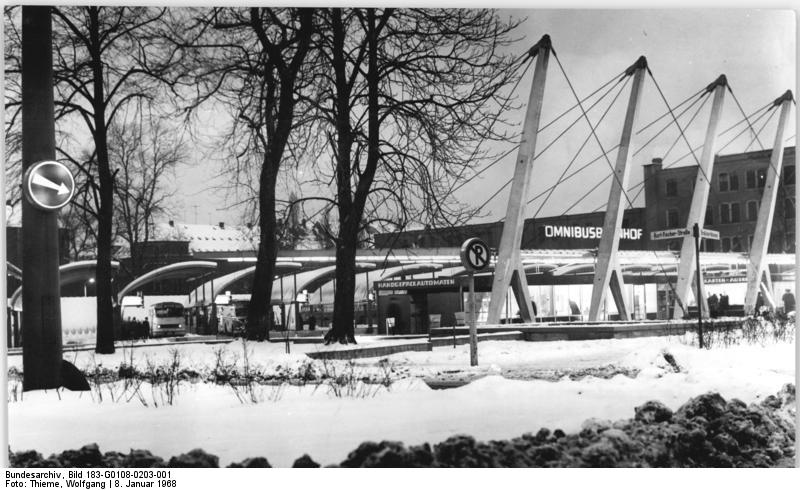
Busbahnhof Karl-Marx-Stadt am Tag nach seiner Eröffnung.

Mit dem Fahrplanwechsel am 3. Juni 1956 kam ein neues Liniensystem zur Anwendung. Man übernahm das System, das bereits vor dem Zweiten Weltkrieg von der Deutschen Reichsbahn für ihre Linien eingeführt worden war, ausgehend von der nächstgelegenen Eisenbahn-Kursbuchnummer eine um 1000 erhöhte Liniennummer. Da dies zahlreiche Doppelbelegungen zur Folge gehabt hätte, wurden die einzelnen Linien noch mit einer ein- oder zweistelligen Zahl versehen, die mit Bindestrich an die vierstellige Grundnummer angefügt wurde. Zusätzlich wurde die bisherige Liniennummer in Klammern dahintergesetzt. So wurde z. B. aus der Linie 210 nach Oberwiesenthal die Linie 1169–20 (210). Das umständliche System wurde bereits am 2. Juni 1960 aufgegeben und die alten Liniennummern – teilweise geändert – erhielten nun den Kennbuchstaben des Bezirks vorangestellt, um Doppelungen in der DDR zu vermeiden. Die Linie nach Oberwiesenthal hieß nun T-210.
Ab 1960 blieb das Netz der Überlandbuslinien um Chemnitz/Karl-Marx-Stadt weitgehend unverändert. Eine wichtige Neuerung war jedoch die Inbetriebnahme des Omnibusbahnhofs am Schillerplatz in Chemnitz am 7. Januar 1968. Hinter den Abfahrtsständen wurde außerdem eine Abstellanlage eingerichtet. Bereits seit 1960 befand sich am Schillerplatz die Abfahrtsstelle der Überlandlinien, da der Bereich am Hauptbahnhof umgebaut wurde. Noch heute dient der Busbahnhof mehreren Überlandlinien als Endpunkt.

### Entwicklung seit 1989
Erst nach der politischen Wende um 1989 wurden einige Linien an den Stadtverkehr Chemnitz übergeben, nachdem die bedienten Orte eingemeindet worden waren. Außerdem wechselte der Betreiber der Linien. Die Autobus Sachsen (später Regionalverkehr Erzgebirge (RVE)) übernahm die meisten Linien nach Westen und Süden, während die nordwärts fahrenden Linien von der REGIOBUS Mittweida (RBM) übernommen wurden. Die Linie 152 nach Zwickau wird wie schon in der DDR vom Reisedienst Kaiser aus Zwickau betrieben. Die Linien nach Kleinolbersdorf und Altenhain wurden von der in Altenhain ansässigen Firma Döhler Reisen übernommen, die noch heute die inzwischen im Stadtverkehrsnetz aufgegangene Linie 56 dorthin im Auftrag der CVAG betreibt. Die ostwärts fahrenden Linien wurden zunächst durch die Verkehrsbetriebe Kreis Freiberg übernommen, diese gingen jedoch 2009 in der gleichzeitig in REGIOBUS Mittelsachsen umbenannten RBM auf.
Am 20. Dezember 1999 wurde der umgebaute Busbahnhof in Chemnitz in Betrieb genommen. 2001 wurden einige Linien umbenannt und der Bereich ab 700 für die nach Osten wegführenden Linien benutzt. Außerdem wurden in dem Jahr einige Linien aus dem Stadtzentrum von Chemnitz herausgenommen und enden an Umsteigestationen zur Straßenbahn. Das „T-“ in der Linienbezeichnung verschwand ebenfalls 2001. Der Eilbusverkehr wurde weitgehend aufgegeben, jedoch fährt die von der City-Bahn Chemnitz (CBC) betriebene Linie 526 über die Autobahn nach Limbach-Oberfrohna. Sie dient als Schienenersatzverkehr für die eingestellte Bahnstrecke nach Limbach. Zum 13. August 2018 wurde weiterhin der ExpressBus 383 eingeführt, der vom Stadtzentrum aus über Neefepark (Halt nur zum Einstieg bzw. Ausstieg) direkt über die Autobahn nach Aue und von dort abwechselnd weiter nach Schneeberg oder Schwarzenberg fährt. Zum August 2018 waren folgende Linien in Betrieb. Die meisten Linien fahren wochentags im Stundentakt, am Wochenende alle zwei Stunden. Am 1. Januar 2019 wurde die Linie 126 Chemnitz-Schönau – Hohenstein-Ernstthal sowie die Linie 254 Chemnitz-Ebersdorf – Limbach-Oberfrohna in die bestehenden Linien 21 und 41 integriert.
| Linie | Fahrweg | Betreiber | Verkehrstage |
| ----- | --- | --------- | ------------ |
| 152   | Chemnitz-Schönau – Mittelbach – Oberlungwitz – Lichtenstein – Zwickau (im Takt der Stadtlinie 41)                                                 | RVW       | täglich      |
| 200   | Chemnitz-Hutholz – Neukirchen – Leukersdorf – Pfaffenhain – Jahnsdorf – Adorf – Neukirchen – Chemnitz-Hutholz                                     | RVE       | Mo–Fr        |
| 201   | Gegenrichtung zu Linie 200 | RVE       | Mo–Fr        |
| 206   | Chemnitz, Busbf. – Altenhain – Gornau – Zschopau – Marienberg                                                                                     | RVE       | Mo–Fr        |
| 207   | Chemnitz, Busbf. – Altenhain – Gornau – Zschopau – Marienberg – Olbernhau                                                                         | RVE       | täglich      |
| 208   | Chemnitz-Altchemnitz – Einsiedel – Weißbach – Gelenau                                                                                             | RVE       | Mo–Fr        |
| 210   | Chemnitz, Busbf. – Burkhardtsdorf – Gelenau – Thum – Ehrenfriedersdorf – (Geyer) – Annaberg-Buchholz (– Oberwiesenthal)                           | RVE       | täglich      |
| 211   | Chemnitz, Busbf. – Burkhardtsdorf – Meinersdorf – Thalheim – Zwönitz                                                                              | RVE       | Mo–Fr        |
| 235   | (Chemnitz-Einsiedel –) Dittersdorf – Weißbach – Zschopau (nur im Schülerverkehr nach Einsiedel)                                                   | RVE       | Mo–Fr        |
| 251   | Chemnitz-Schönau – Mittelbach – Oberlungwitz – Lichtenstein (im Takt der Stadtlinie 41)                                                           | RVW       | täglich      |
| 253   | Chemnitz-Schönau – Oberrabenstein – Limbach-Oberfrohna – Rußdorf (im Takt der Stadtlinie 41)                                                      | RVW       | täglich      |
| 262   | Chemnitz, Busbf. (/ Chemnitz, Neefepark) – Neukirchen – Pfaffenhain – Niederwürschnitz – Lugau – Oelsnitz (Mo–Fr vom Busbahnhof, Sa ab Neefepark) | RVE       | Mo–Sa        |
| 383   | Chemnitz, Busbf. – Neefepark – (Autobahn) – Aue – Schneeberg/Schwarzenberg                                                                        | RVE       | täglich      |
| 526   | Chemnitz, Hbf/Omnibusbf. – (Autobahn) – Limbach-Oberfrohna, Lutherkirche (offiziell Bahnersatzverkehr)                                            | CBC       | täglich      |
| 636   | (Chemnitz, Busbf. –) Chemnitz-Center – Ottendorf – Mittweida (nur eine Fahrt zum Busbahnhof)                                                      | RBM       | Mo–Sa        |
| 637   | Chemnitz, Busbf. – Chemnitz-Draisdorf – Auerswalde – Oberlichtenau – Ottendorf – Mittweida                                                        | RBM       | täglich      |
| 639   | Chemnitz, Busbf. – Chemnitz-Draisdorf – Garnsdorf – Ottendorf – Mittweida                                                                         | RBM       | Mo–Fr        |
| 640   | Chemnitz, Stadthalle – Lichtenwalde – Niederlichtenau – Frankenberg – Hainichen (– Roßwein) (nach Roßwein nur Mo–Fr)                              | RBM       | täglich      |
| 642   | Chemnitz, Stadthalle – Lichtenwalde – Frankenberg – Mittweida – Kriebstein (nur im April–Oktober)                                                 | RBM       | Sa/So        |
| 650   | Chemnitz, Busbf. – Chemnitz-Center – Hartmannsdorf – Mühlau – Penig                                                                               | RBM       | täglich      |
| 658   | Chemnitz-Wittgensdorf – Hartmannsdorf (nur im Schülerverkehr)                                                                                     | RBM       | Mo–Fr        |
| 704   | Chemnitz, Zentralhaltestelle – Erdmannsdorf – Augustusburg – Börnichen – Lengefeld                                                                | RBM       | Mo–Fr        |
| 705   | Chemnitz, Zentralhaltestelle – Niederwiesa – Flöha – Erdmannsdorf – Augustusburg – (Marbach) – Leubsdorf – Eppendorf                              | RBM       | täglich      |
| 706   | Chemnitz-Ebersdorf, Brettmühle – Lichtenwalde – Bräunsdorf – Niederwiesa (nur im Schülerverkehr)                                                  | RBM       | Mo–Fr        |
| 710   | (Chemnitz, Busbf. – Niederwiesa –) Flöha – Oederan – Gahlenz (nach Chemnitz nur Einzelfahrten)                                                    | RBM       | Mo–Fr        |

## Fernverkehr
Bereits am 28. September 1936 wurde die erste Fernbuslinie von der Deutschen Reichsbahn in Betrieb genommen, die von Dresden über Chemnitz nach Plauen fuhr, ab 1939 über die Autobahn. Eine weitere solche Linie ging am 18. Dezember 1937 von Dresden nach Weimar in Betrieb. 1944 endete dieser Verkehr zunächst.
Nach dem Zweiten Weltkrieg wurde erst am 2. April 1957 mit einer Linie über Freienhufen nach Berlin und im gleichen Jahr mit einer Linie nach Erfurt der Fernbusverkehr wieder aufgenommen. Die ersten Urlaubslinien an die Ostsee entstanden 1959 mit Linien auf die Inseln Usedom und Rügen. Die Linien nach Berlin und Erfurt waren bereits 1960 bzw. 1964 wieder eingestellt worden. In die benachbarte Tschechoslowakei fuhren ab dem 1. April 1972 Linienbusse als Linie T-1000 nach Karlsbad. Gleichzeitig wurden jedoch 1972/73 die Ostsee-Linien eingestellt. Die Linie nach Karlsbad wurde ab 1980 nur noch von der tschechoslowakischen ČSAD bedient, die morgens nach Chemnitz (damals Karl-Marx-Stadt) und nachmittags wieder zurück fuhr.
Nach dem Ende der DDR begannen die ansässigen Busunternehmen, wieder neue Fernlinien ins Leben zu rufen. Ab 1990 fuhren auch wieder deutsche Busse auf der Linie T-1000 nach Karlsbad, sodass ein Tagesausflug ohne Übernachtung möglich war. 1995 richtete die Bayern Express Omnibus kurzzeitig eine Linie von Dresden über Chemnitz nach München ein, jedoch ohne großen Erfolg. Die Deutsche Touring Gesellschaft fuhr von 1998 bis 2000 von Köln nach Brünn über Chemnitz sowie von 1999 bis 2000 von Dresden nach Valencia über Chemnitz.
Die Autobus Sachsen führte 2000 mit der Linie T-1001 nach Prag erstmals selbst wieder eine neue Fernbuslinie ein. 2002 kamen die Linie 1005 nach Usedom und 1006 nach Rügen hinzu, die es bereits in den 1960er Jahren gab. Nach Rerik fuhr ab 2004 die Linie 1008, nach Zingst die Linie 1009. In diesen Jahren wurden von verschiedenen Unternehmen Buslinien in die Ukraine, nach Moldawien, in die Slowakei, nach Russland und nach Ungarn eingerichtet. Nach der Liberalisierung des Fernverkehrs in Deutschland 2012 kamen zahlreiche Linienbusangebote in verschiedene deutsche Städte hinzu, darunter nach Dresden, Erfurt, Frankfurt/Main, München, Nürnberg, Würzburg und Berlin.

## Belege
1. ↑  Artikel auf freiepresse.de
2. ↑  Betriebsaufnahme neue B174 bereits am 19. November nachmittags. Pressemitteilung der CVAG
3. ↑  Im Winterfahrplan 1977/78 noch als Linie J, im Sommerfahrplan 1978 als Linie I.
4. ↑  Kraftkursbuch Bezirk Karl-Marx-Stadt, herausg. von der Bezirksdirektion für Kraftverkehr Karl-Marx-Stadt, gültig vom 3. Oktober 1954 bis 21. Mai 1955.
5. ↑  Delegierende Zweckvereinbarung der Linien 126 und 254. Bürgerinfoportal der Stadt Chemnitz (Memento des Originals vom 17. November 2018 im Internet Archive)  Info: Der Archivlink wurde automatisch eingesetzt und noch nicht geprüft. Bitte prüfe Original- und Archivlink gemäß Anleitung und entferne dann diesen Hinweis.